# Подводная лодка

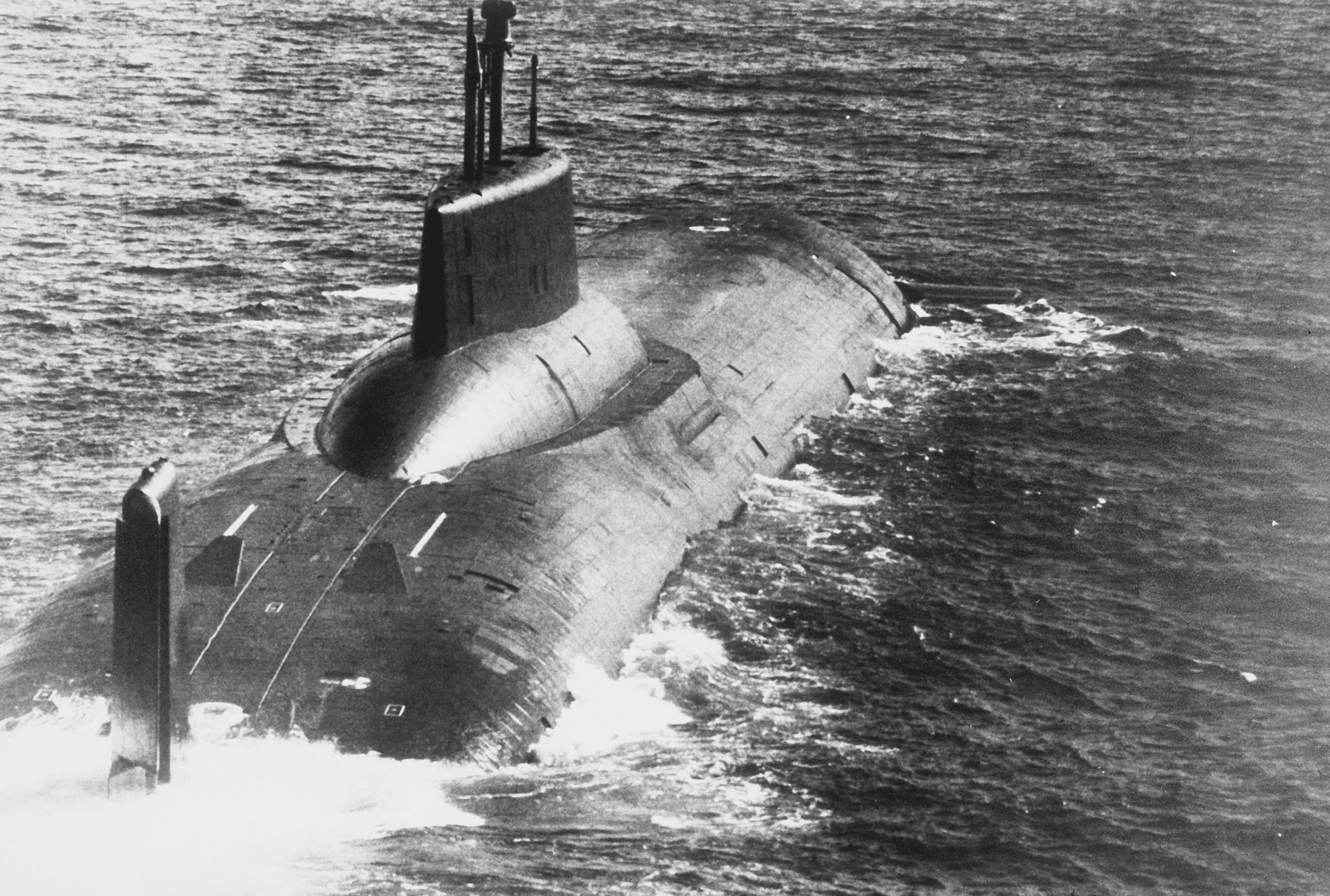
Советская атомная лодка проекта 941 «Акула» (по американской классификации — SSBN «Typhoon» — «Тайфун»), одна из самых больших в мире

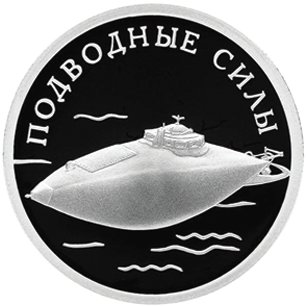
Подводные силы Военно-морского флота России, один рубль, реверс, монета Банка России — Серия: Вооружённые Силы Российской Федерации, изображена подводная лодка С. К. Джевецкого

Подво́дная ло́дка (ПЛ) (подло́дка, субмари́на) — класс судов и кораблей, способных погружаться и длительное время действовать в подводном положении.
В отличие от надводного судна, ПЛ обладает способностью преднамеренно изменять свою осадку вплоть до полного погружения в воду и ухода на глубину за счёт заполнения забортной водой цистерн главного балласта. Погружение и всплытие ПЛ осуществляется за счёт погашения и восстановления запаса плавучести. До 1944 года все подлодки большую часть времени проводили в надводном положении и по сути были погружающимися лодками — надводными кораблями, способными погружаться под воду для атаки в светлое время суток или для скрытия от вражеских кораблей. ПЛ составляют основу подводных сил военно-морского флота вооружённых сил многих государств мира. Важнейшее тактическое свойство и преимущество военных подводных лодок — скрытность.

## История
Англичанин Уильям Боурн в 1578 году описал гренландскую подводную лодку из тюленьих шкур и[прояснить] кожаный подводный корабль с балластными цистернами и вытяжной трубой — шноркелем, воевавший в Чёрном море.

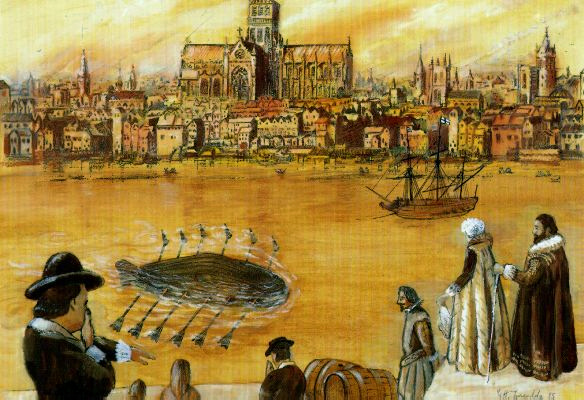
Подводная лодка Ван Дреббеля, 1620 год

Впервые действующий образец подводной лодки был создан в 1620 году для короля Англии Якова I голландским инженером Корнелиусом Дреббелем (1572—1633): в Лондоне была построена и успешно испытана в Темзе вёсельная подводная лодка.
В России попытки построить подводную лодку предпринимались при Петре Великом: крестьянином-самоучкой Ефимом Никоновым в Петербурге на галерном дворе в присутствии Петра I была испытана действующая модель подводной лодки. Но со смертью царя проект «потаённого огненного судна большого корпуса» не был доведён до конца.

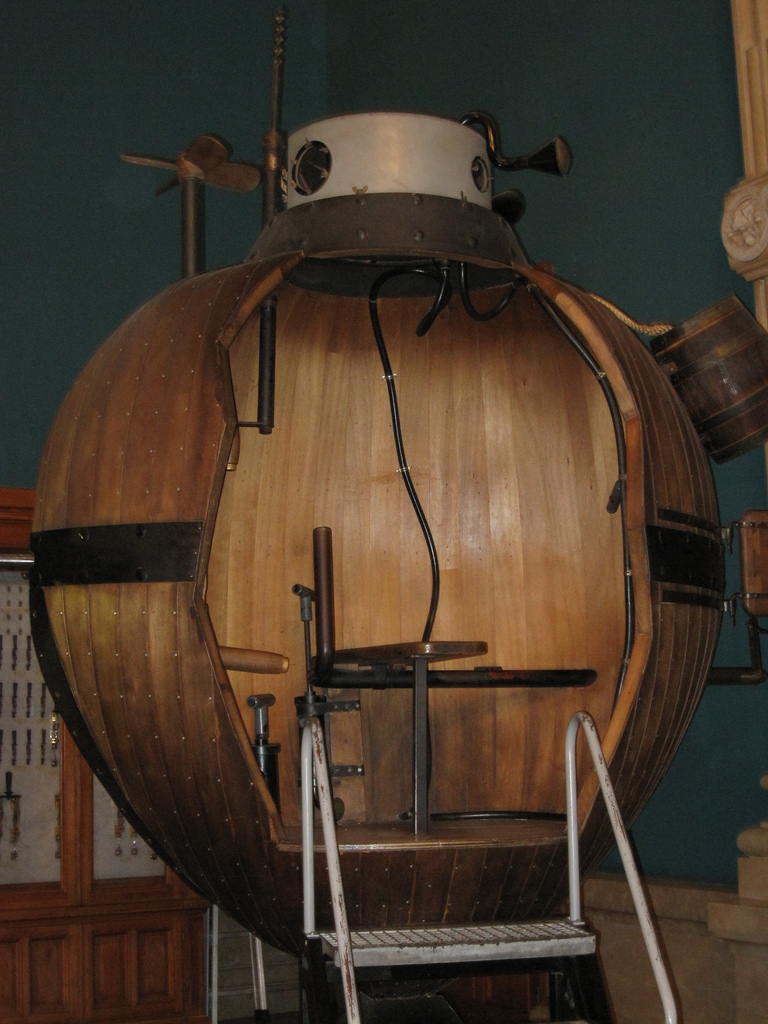
Модель подводной лодки Бушнелла

Первая попытка применения подводной лодки относится к войне за независимость США. «Черепаха» Бушнелла попыталась атаковать британский флагман, но была обнаружена и, чтобы скрыться, ей пришлось подорвать мину, не успев присоединить её с помощью бурава к днищу корабля. Однако история также расценивается как порождение пропаганды военного времени, поскольку британские отчёты не содержат упоминаний о событии. Кроме того, под сомнение ставится техническая возможность такой атаки на предполагаемом судне.

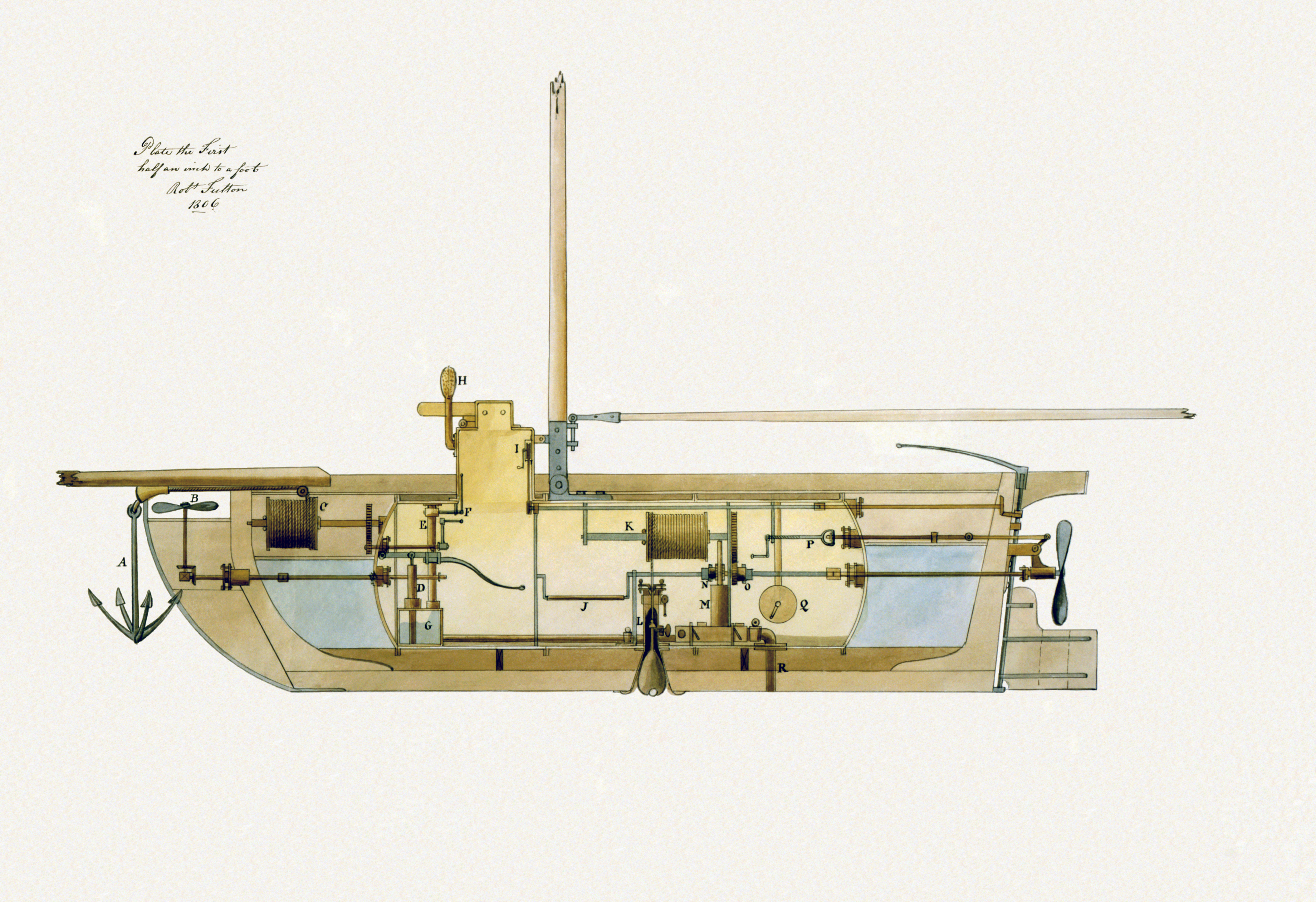
Чертёж подводного судна Фултона, 1806 год

Роберт Фултон, создатель парохода «Клермонт», начавшего регулярное пароходное сообщение по Гудзону, обращался к Наполеону с готовым проектом подводной лодки для действий против англичан, но поначалу был отвергнут, а затем, после подписания англо-французского мирного договора, Фултон сам отказался раскрывать детали своего проекта.

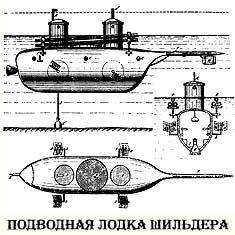
Чертёж подлодки Шильдера

Известна также первая в мире цельнометаллическая подводная лодка российского изобретателя К. А. Шильдера, двигателем которой служили гребные устройства, повторяющие форму утиной лапы. С этой подлодки, испытанной в 1834 году, был впервые осуществлён успешный подводный запуск ракет.
Идея боевого применения подводного судна была популяризирована в романе Жюля Верна «Двадцать тысяч льё под водой», изданном в 1869 году. В романе описывается подводная лодка «Наутилус», которая таранит и уничтожает надводные корабли, используя металлический «бивень», располагающийся на носу лодки. Ни о каких прототипах торпед или иного оружия в романе речи не шло. В романе «Таинственный остров» (1875) пиратское судно атакуется и топится морской миной, заложенной капитаном Немо. Влияние романа «Двадцать тысяч льё под водой» на умы было столь сильно, что первую атомную подводную лодку назвали в честь «Наутилуса» Жюля Верна. Кроме того, название «Наутилус» из «Двадцати тысяч льё под водой» широко применяется в научно-исследовательских целях. Интересно, что Верн написал о поводной лодке через несколько лет после того, как сам увидел модель Plongeur на Всемирной выставке 1867 года в Париже.

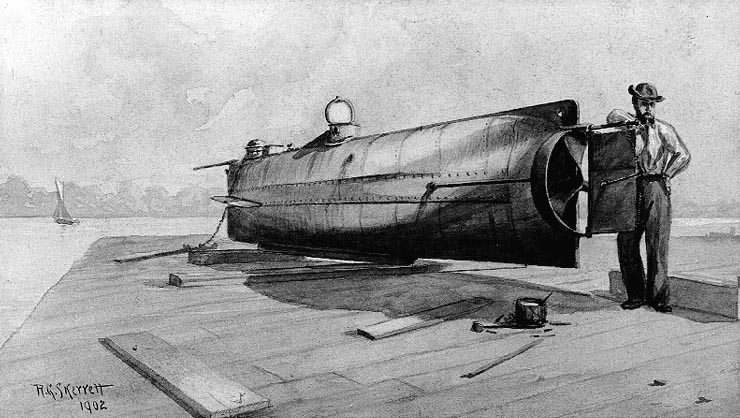
H. L. Hunley во флоте Конфедерации

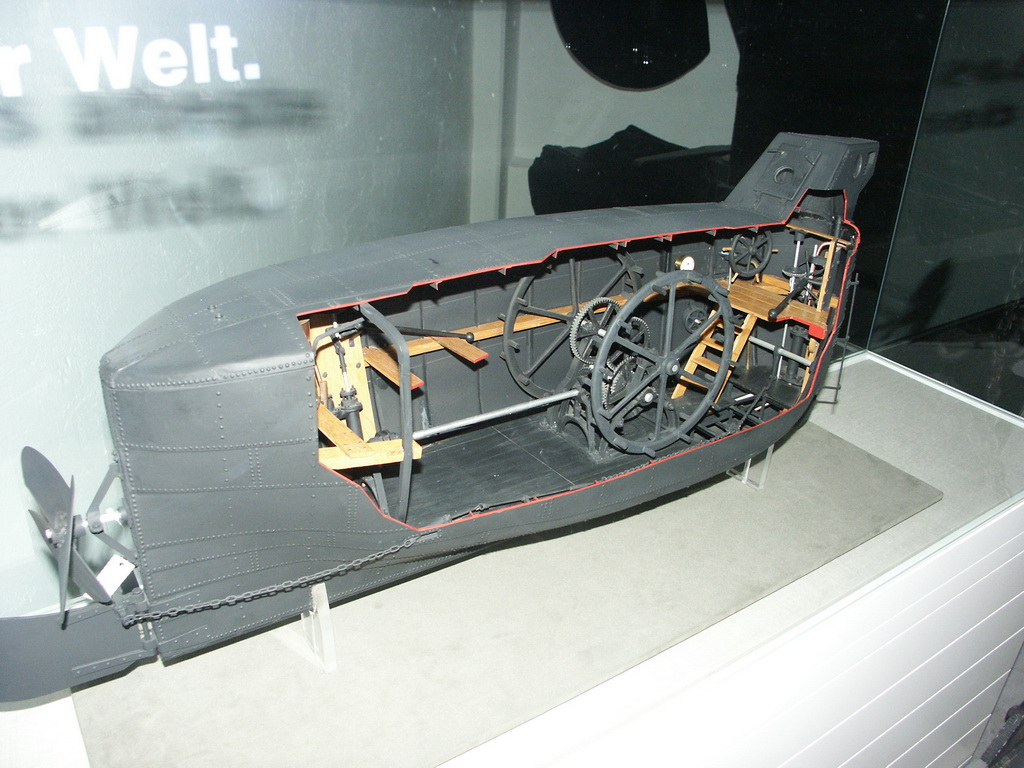
Подводная лодка Брандтаухер 1850 года, модель в разрезе, Дрезден

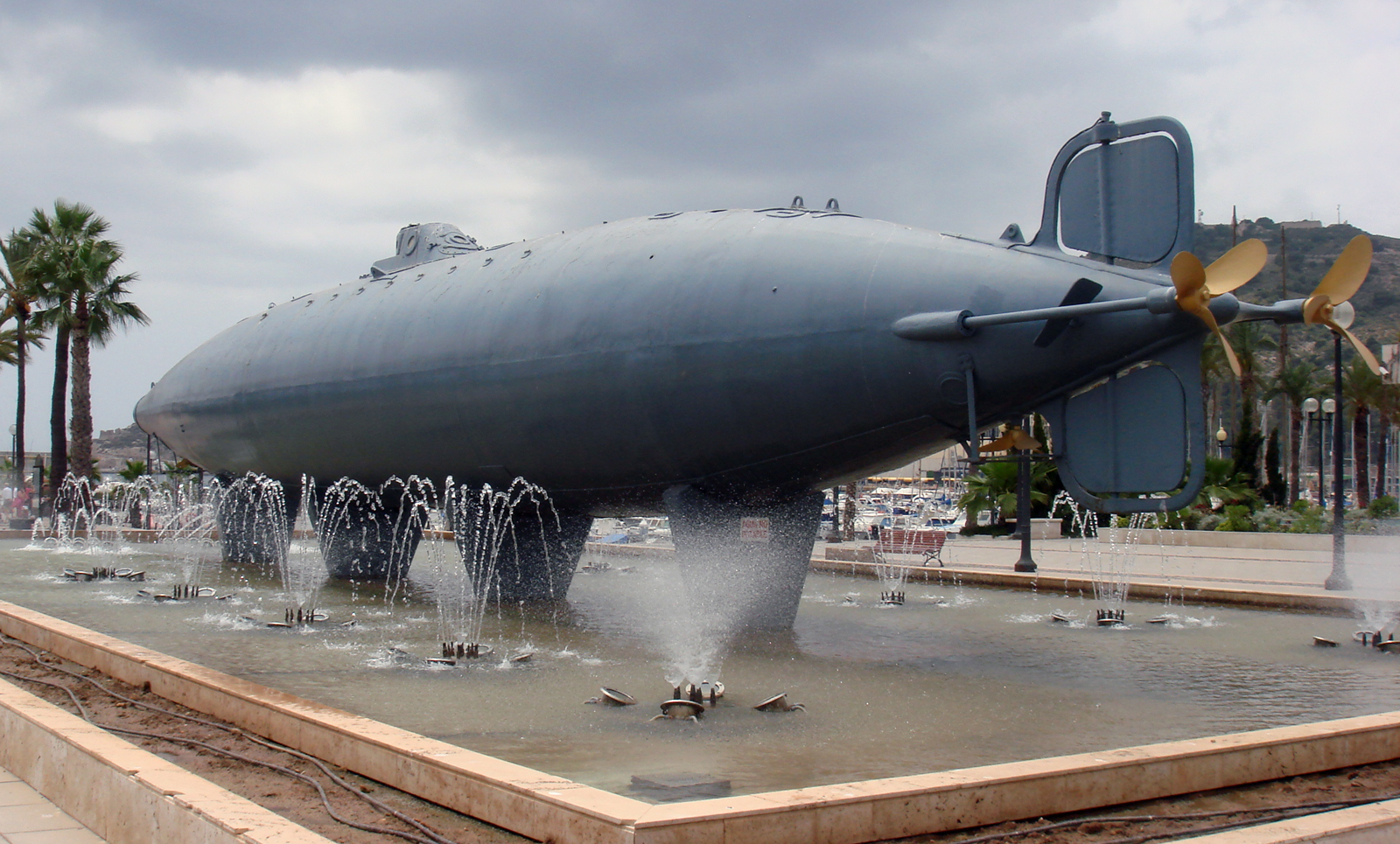
Субмарина «Peral» постройки 1888 года в порту Картахены, 2007 год

Первая подводная лодка, с успехом применённая в вооружённых действиях, была создана в США Хорасом Л. Ханли во время Гражданской войны во флоте Конфедерации и была названа H. L. Hunley. Погружение осуществлялось заполнением двух балластных цистерн на носу и корме, которые для всплытия продувались ручными помпами, а для срочного всплытия сбрасывался железный балласт, закреплённый на днище. Гребной винт вращался при помощи коленчатого вала семью матросами. Управлялась лодка командиром с отдельного места. Вооружение состояло из мины, закреплённой на длинном деревянном шесте на носу лодки. Наблюдение, вход и выход экипажа из лодки осуществлялись через две небольшие башенки.
17 февраля 1864 года «Ханли» потопила винтовой шлюп северян USS Housatonic, однако и сама погибла вскоре после взрыва, тем не менее доказав возможность боевого применения подлодок. Таким образом, H. L. Hunley — первая в мире подводная лодка, потопившая надводный корабль, шлюп USS Housatonic — первый в мире корабль, потопленный подлодкой, погибшие на нём — первые жертвы подводной атаки, а утонувший экипаж Hunley — первые погибшие в бою подводники. Дата 17 февраля 1864 года — день боевого крещения подводного флота.
Первая русская подлодка конструктора Ивана Александровского была построена на Балтийском заводе в Санкт-Петербурге в 1866 году. Это была первая подводная лодка с механическим двигателем. Конструктор использовал паровую турбину с герметическим водотрубным котлом собственной конструкции. Лодка имела вооружение в виде плавучих мин. А на случай аварии предусмотрены понтоны в виде кожаных мешков, к которым подводился сжатый воздух из баллонов.
В 1878 году в Одессе была испытана первая в России подводная лодка конструкции инженера Джевецкого.
Лодка длиной около 5 метров приводилась в движение гребным винтом, вращение которого осуществлялось посредством ножного привода, по типу велосипедного. Испытывалась в 1878 году на Одесском рейде в течение 5 месяцев. Джевецкий смог прикрепить мину к стоящей на якоре барже и взорвать её. Вторую подлодку Джевецкого построили в 1879 году на Невском заводе в Санкт-Петербурге. Эта подлодка была рассчитана на четырёх человек, у неё было два гребных винта — по одному спереди и сзади. Обшивка была сделана из 5-миллиметровых листов. Винты были поворотными и их использовали как рули, задний винт двигался в горизонтальной плоскости, передний — в вертикальной. Изготовление шарниров рулей поручили французским мастерским Губэ, что впоследствии дало повод Губэ предъявить безосновательные претензии на авторство в проекте самой подлодки.
Испытания проводились в Гатчине на Серебряном озере, на глубине 7,5 метров, в присутствии Александра III, Джевецкий смог пройти под царской шлюпкой, следившей за передвижениями подводной лодки, и преподнёс букет великолепных орхидей императрице Марии Фёдоровне со словами: «Это дань Нептуна Вашему Величеству». После этого император повелел в 1880—1882 годах построить по проекту Джевецкого пятьдесят небольших подводных лодок, которые предназначались для обороны морских крепостей.
Во Франции морская подводная лодка или торпедная лодка «Жимнот» (фр. gymnote — угорь) была спущена на воду в 1887 году.
В конце XIX века появились лодки с электрической силовой установкой, затем с бензиновой и дизельной для надводного плавания и с электрической для подводного. Впервые подводные лодки были применены в русско-японской войне. Экипажи их набирались на добровольной основе из числа офицеров и матросов надводных кораблей. До 1906 года подводные лодки за отсутствием специальных разработок по тактике и стратегии ведения подводной войны числились миноносцами.

### Первая мировая война

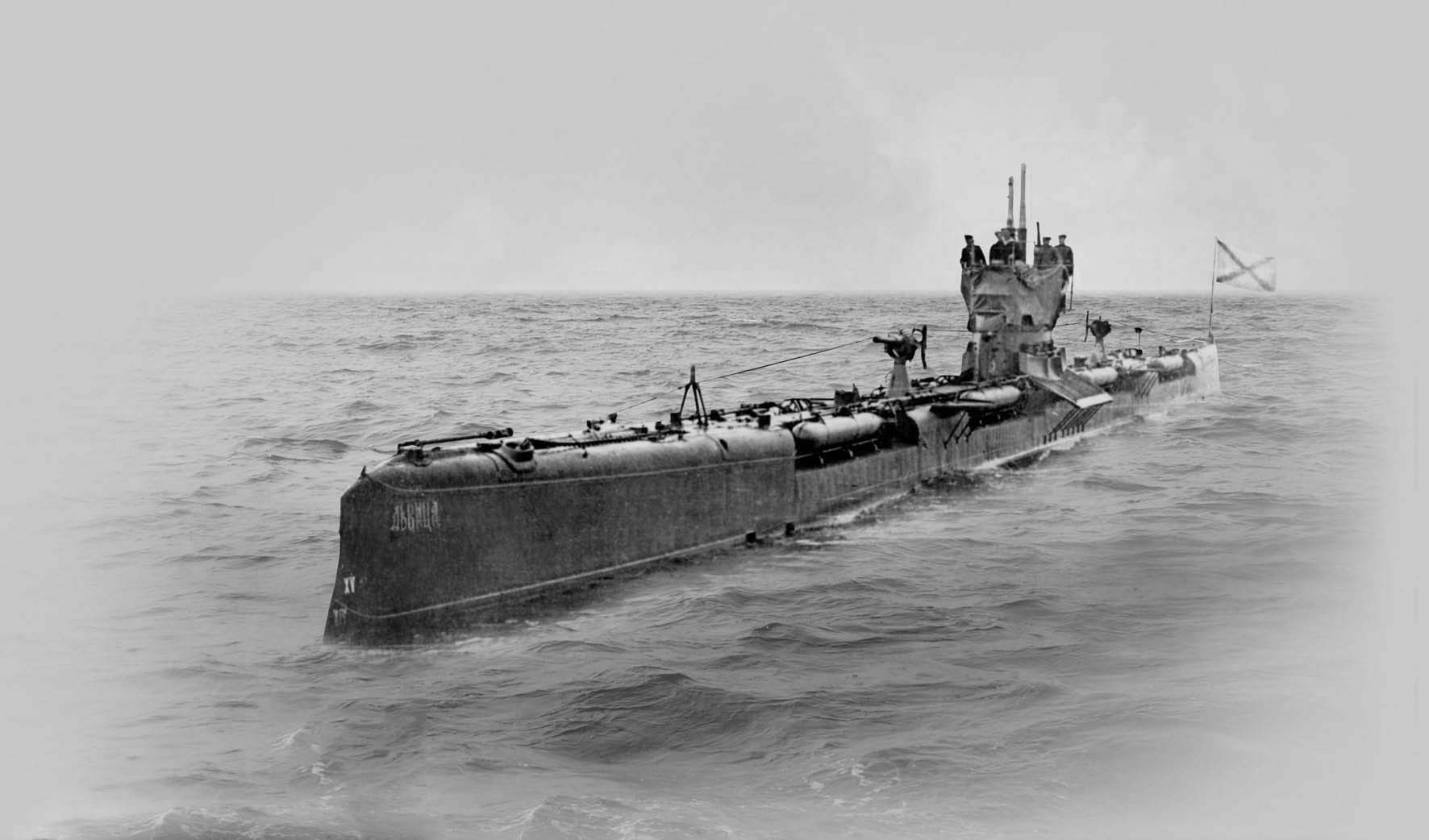
Русская подводная лодка «Львица». Примерно 1916 г.

В мае 1899 года на международной конференции в Гааге Россия при поддержке таких стран, как Германия, Франция, Италия, Япония и США, предприняла попытку ограничить создание подводного оружия, которая была сорвана Великобританией.

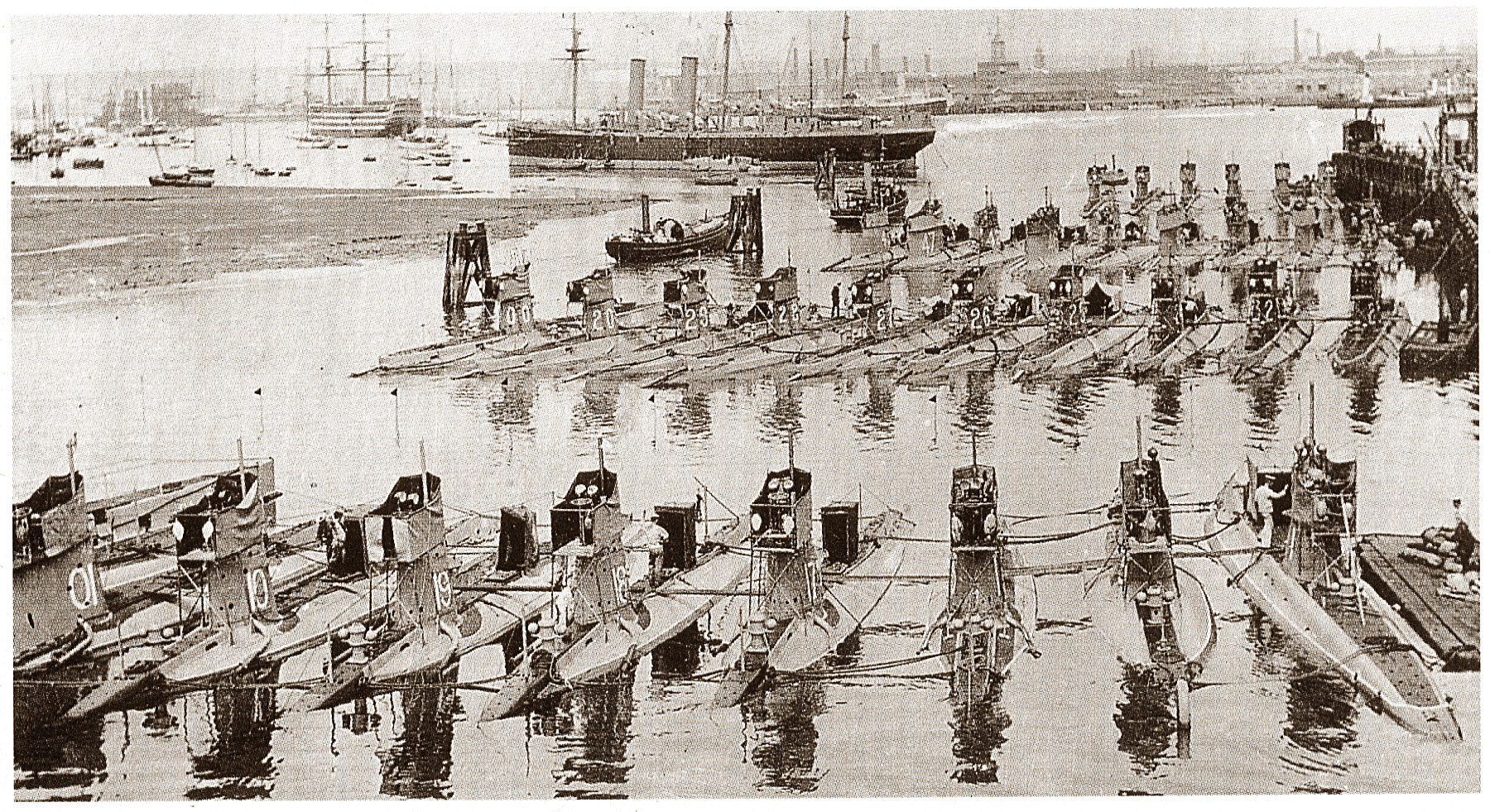
Английские подлодки. Портсмут. 1900-е годы

Перед Первой мировой войной появились подводные лодки с дизельным двигателем для движения на поверхности и электрическим для движения под водой. К дизельному двигателю подключали генератор, который производил электричество для подзарядки батарей. Первой в мире дизель-электрической подводной лодкой стала французская подводная лодка Aigrette, построенная в 1902—1905 годах и вошедшая в строй в 1908 году. Российская «Минога», в некоторых источниках упоминаемая как первая, была построена в 1906—1909 годах и вошла в строй в 1910 году. В дальнейшем дизель-электрическая схема стала классической и доминировала в течение 40 лет, оставаясь востребованной и в XXI веке.
Ускоренное развитие подводного флота в годы Первой мировой войны привело к тому, что подлодки стали грозным оружием. Всего за время войны 600 подводных лодок воюющих государств потопили 55 крупных боевых кораблей (линкоры и крейсера), 105 эсминцев, 33 подлодки. Общая грузоподъёмность потопленных торговых судов всех стран составила около 19 млн регистровых тонн.
Особой активностью отличались действия германских подводных лодок. В 1915—1918 годах германские подводные лодки совершили более 2500 боевых походов. За годы войны немцы потопили 5861 торговое судно общей грузоподъёмностью свыше 11 млн рег. тонн, и 156 кораблей основных классов, в том числе 10 линкоров, 20 крейсеров, 31 эсминец. Но и германские потери были велики: из 372 немецких подводных лодок погибли 178 (48 %), потери в экипажах составили 5409 человек — погиб каждый третий подводник Германии.

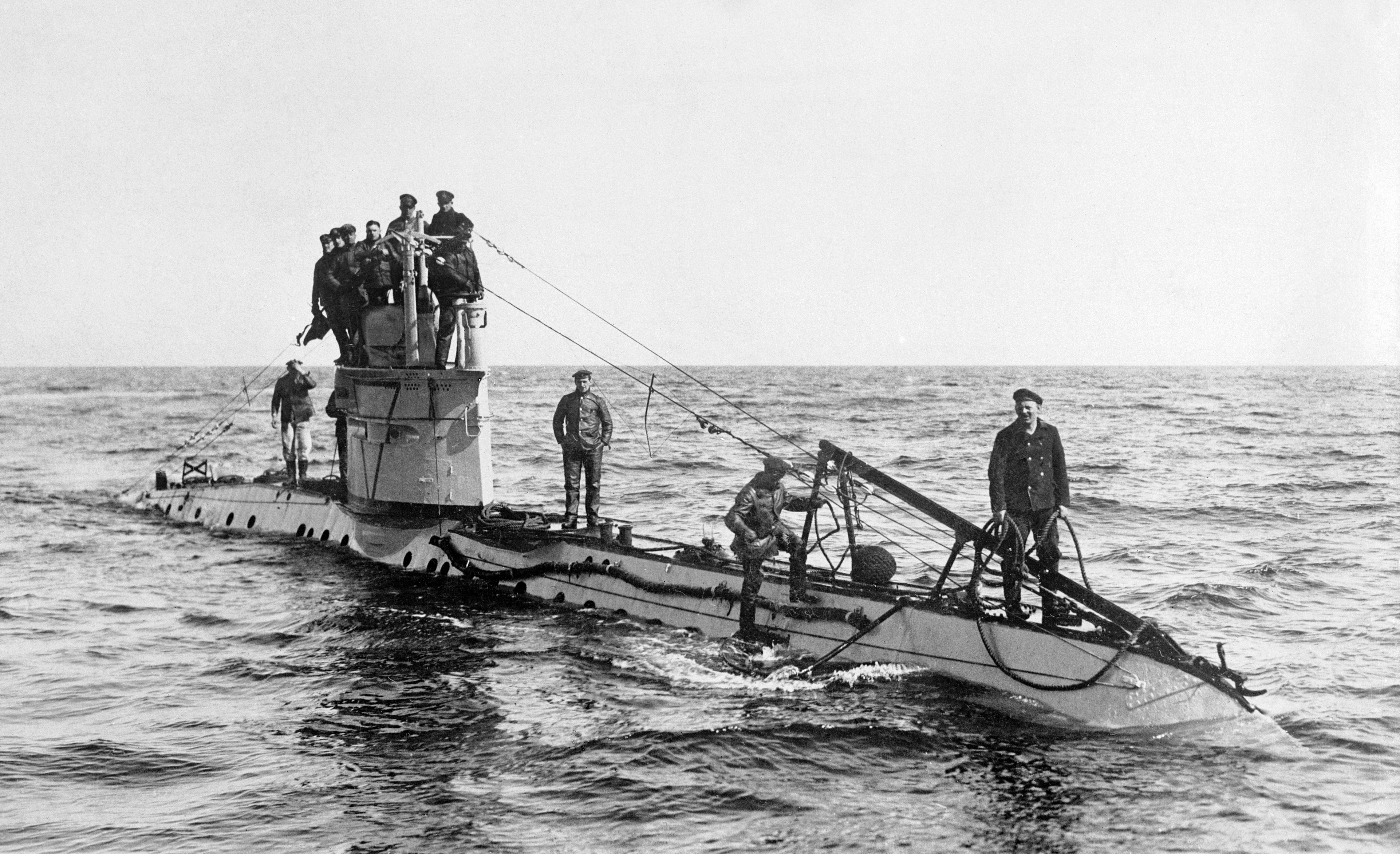
Германская UC-1 Первой мировой войны

Стремясь блокировать Британию путём организации неограниченной подводной войны, немцы потопили океанский лайнер «Лузитания», в числе погибших пассажиров которой находились граждане США. Этот инцидент крайне негативно повлиял на отношения между США и Германией и приблизил США к вступлению в войну. Неограниченная подводная война поставила Англию на грань экономической катастрофы, лишив её 65 % предвоенного тоннажа торгового флота.

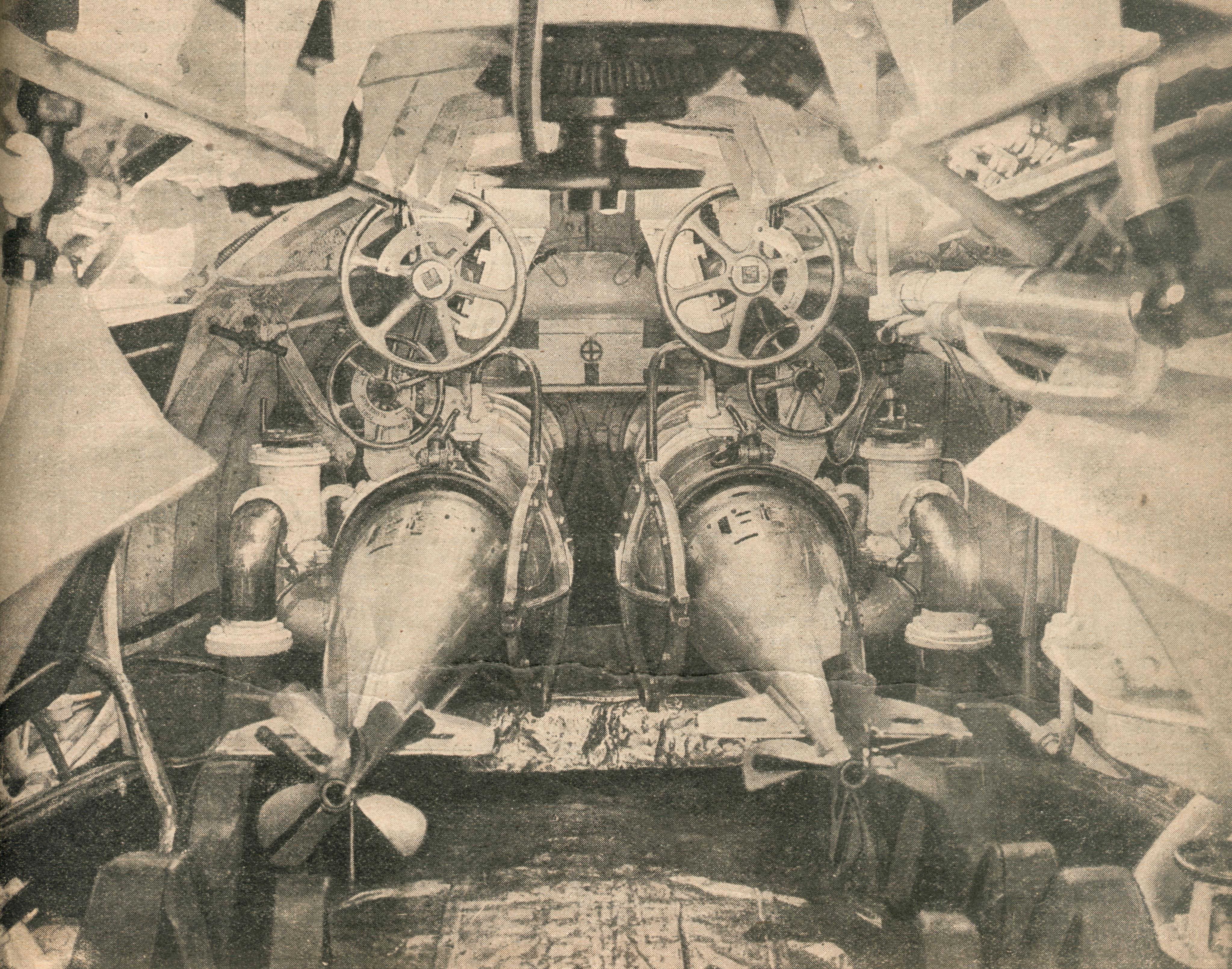
Минный (торпедный) отсек подводной лодки Первой мировой войны

По итогам Первой мировой войны был сделан вывод о необходимости взаимодействия подводных лодок с надводными кораблями эскадр, поэтому в период между мировыми войнами преимущественно совершенствовались надводные тактико-технические характеристики (например строились эскадренные подводные лодки с увеличенной по сравнению с обычными подлодками надводной скоростью или подводные крейсеры и подводные мониторы с мощным артиллерийским вооружением).

### Вторая мировая война
К началу Второй мировой войны в состав флотов ведущих морских держав входило следующее количество подводных лодок:
- Германия — 57;
- США — 99;
- Франция — 77;
- Италия — 115;
- Япония — 63; включая 3 подводных авианосца
- Великобритания — 69;
- СССР — 211[17];

За время войны всеми подводными лодками иностранных государств (кроме СССР) было потоплено 4330 транспортных судов общей грузоподъёмностью около 22,1 млн рег. т, уничтожено 395 боевых кораблей, в том числе: 75 подводных лодок, 17 авианосцев, 3 линкора, 122 эсминца и 146 кораблей других типов. Погибли 1123 подводные лодки. Только германские подводные лодки потопили судов на 6,3 млн тонн, потопив 5 авианосцев, 2 линкора, 6 крейсеров, 88 эсминцев, фрегатов, тральщиков и 5 подводных лодок, потеряв 1102 собственные подводные лодки (большинство из них они построили уже в ходе войны).
Подводные лодки ВМФ СССР, совершив во время Великой Отечественной войны свыше 1000 походов, потопили 328 транспортов, 84 боевых корабля и повредили 45 транспортов и 15 боевых кораблей неприятеля, советский флот потерял 90 подводных лодок.
При этом технически подлодки этого периода оставались в своём большинстве весьма несовершенными и были по сути «ныряющими» — могли погружаться на глубину до 100—150 метров и находиться под водой сравнительно небольшое время, измеряемое в часах и зависящее от заряда батарей и запаса кислорода. Основное же время подлодка проводила в надводном положении, часто и атаки производились из надводного положения, особенно это было характерно для немецких подводников до 1941 года при атаках против конвоев в ночное время.
Использование союзниками радиолокации для поиска подводных лодок резко увеличило потери немецкого подводного флота. Возникла необходимость обеспечить действие лодок как в походе, так и на боевом курсе в подводном положении. Однако длительность хода на электромоторе ограничивалась необходимостью частого всплытия для подзарядки аккумуляторных батарей. А дизельный двигатель не мог работать в подводном положении из-за ограниченного объёма воздуха в корпусе лодки, необходимого, в первую очередь, для продувки балластных цистерн и обеспечения жизнедеятельности экипажа. Кроме того, в подводном положении скорость хода 5—6 узлов могла выдерживаться не более 45 минут. При скорости конвоев, которая могла достичь в обозримое время 10 узлов, это крайне ограничивало возможность манёвра лодки для успешной подводной атаки.
Возникшую проблему казалось возможным решить путём использования созданного ещё в 1937 году двигателя инженера Вальтера, работающего на перекиси водорода и не нуждающегося в кислороде для горения горючей смеси. Таким двигателем предполагалось снабдить новую лодку с обтекаемым корпусом. Ожидалось, что она произведёт революцию, поскольку обеспечит скорость хода под водой до 25 узлов.
Однако выяснилось, что в требуемые сроки лодку с двигателем Вальтера создать невозможно. Было решено на базе этой лодки создать лодку водоизмещением 1600 тонн с удвоенным количеством аккумуляторных батарей, в которой для обеспечения работы дизеля в подводном положении использовать шноркель — систему шлангов для засасывания воздуха и вывода отработанных газов. В результате была создана лодка со скоростью подводного хода 18 узлов в течение 1,5 часов; 12—14 узлов в течение 10 часов и 5 узлов в течение 60 часов. При этом лодка получила возможность оторваться в подводном положении от преследования.

#### Битва за Атлантику
Наибольших боевых успехов добились немецкие подлодки во время Битвы за Атлантику в 1939—1941 годах, особенно после того, как ведомство подплава возглавил Карл Дёниц. Он разработал стратегию «волчьих стай», впервые скоординировал боевые действия нескольких десятков лодок в море. Самой эффективной и массовой подлодкой Германии была подлодка типа VII. В конце Второй мировой войны немецкие конструкторы вплотную подошли к решению проблемы оснащения подводных лодок баллистическими ракетами.

### После Второй мировой войны

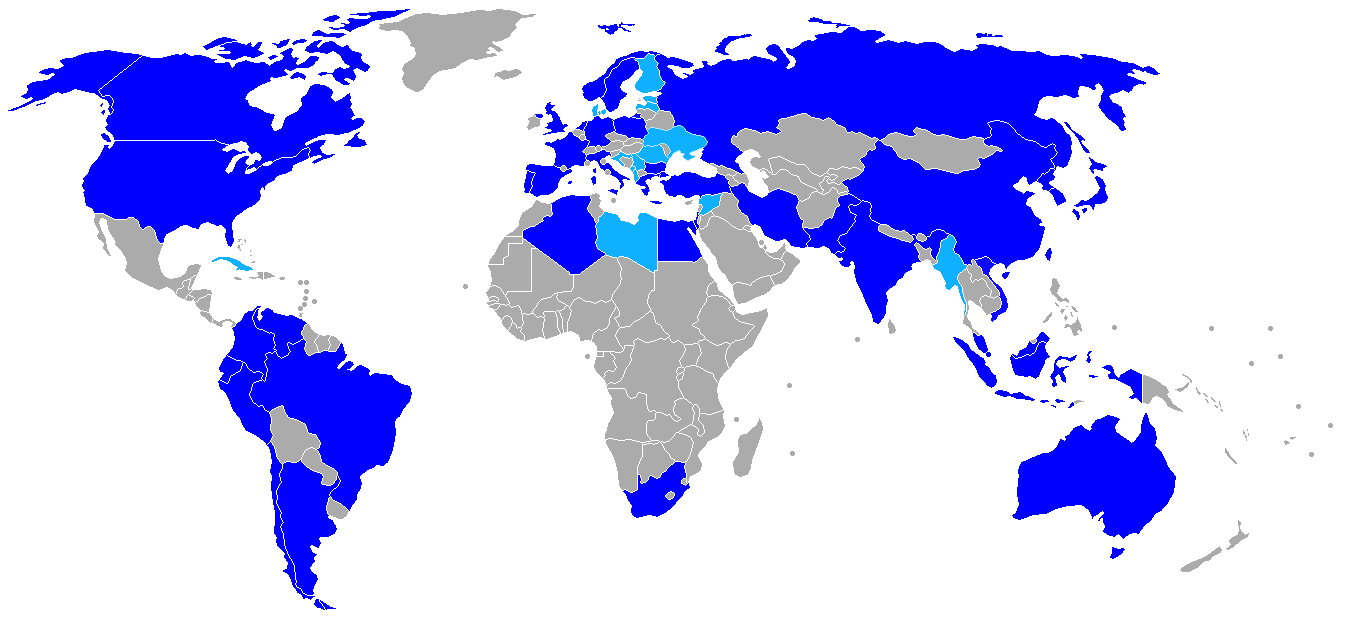
Страны, имеющие действующие подводные лодки на 2006 год (тёмно-синим: с действующим флотом подводных лодок, светло-синим: больше нет)

С момента создания боевых ракет витала в воздухе идея их запуска с борта подводной лодки. В силу малой дальности ракет их необходимо было запускать вблизи цели. Для стрельбы по прибрежным целям в качестве носителя ракет идеально подходила подводная лодка. С помощью неё можно было скрытно доставить к берегу ракеты и выпустить их по противнику.
В США к 1951 году была разработана крылатая ракета SSM-N-8 Regulus с ядерной боеголовкой.
Первый пуск ракеты с палубы подводной лодки состоялся в июле 1953 года с «Танни» (SSG-282), переоборудованной подлодки времён Второй мировой войны. «Танни» и однотипная с ней «Барберо» (SSG-317) были первыми в США патрульными лодками ядерного сдерживания.
26 января 1954 года вышло совместное постановление ЦК КПСС и Совета Министров СССР «О проведении проектно-экспериментальных работ по вооружению подводных лодок баллистическими ракетами дальнего действия и разработке на базе этих работ технического проекта большой подводной лодки с реактивным вооружением» (тема «Волна»). В результате данной программы была осуществлена разработка ракет Р11-ФМ с пуском ракет с подводной лодки в надводном положении. 16 сентября 1955 года с борта ракетной подводной лодки Б-67 был осуществлён первый в мире запуск БРПЛ.
В подводном судостроении одной из наиболее важных проблем было увеличение времени нахождения под водой и увеличение скорости подводного хода, как наиболее важных характеристик. Прогрессу в этой области мешало несовершенство энергетических установок, а в частности — их малая мощность и зависимость времени нахождения под водой от содержания кислорода в воздухе внутри лодки. Эти проблемы были решены в результате появления атомных подводных лодок. Первая АПЛ USS Nautilus была построена в США в 1954 году. В СССР первой АПЛ стала К-3, принятая на вооружение в 1958 году.
В США в 1956 году была начата разработка ракеты «Поларис» с запуском с подводной лодки из подводного положения. А уже в сентябре 1958 года были проведены пуски с борта атомной подводной ракетной лодки «Джордж Вашингтон». Было положено начало подводной гонке вооружений, венцом которой стало появление сравнимых комплексов ПЛАРБ с БРПЛ «Трайдент» в США и «Тайфун» (Д-19/Р-39) в СССР.

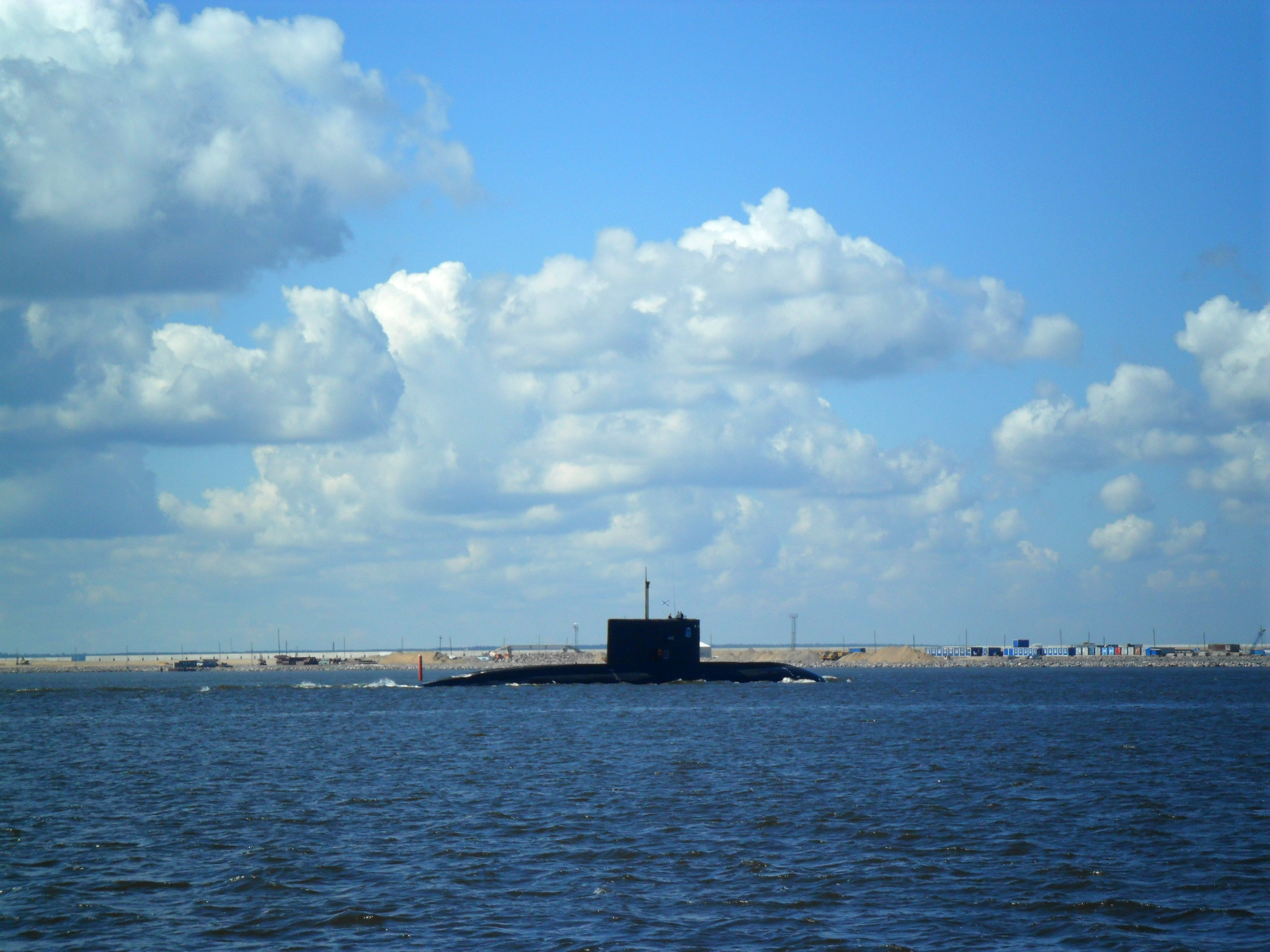
Подводная лодка Б-806 «Дмитров» в походе. 2010 год

После окончания Второй мировой войны известны всего два достоверных случая торпедирования подводной лодкой боевого корабля. 9 декабря 1971 года во время индо-пакистанской войны пакистанская дизельная подводная лодка «Hangor» торпедировала индийский фрегат «Khukri». 2 мая 1982 года во время Фолклендской войны между Великобританией и Аргентиной британская атомная подводная лодка «Conqueror» торпедировала аргентинский лёгкий крейсер «Генерал Бельграно». Кроме того, гибель южнокорейского корвета «Чхонан» 26 марта 2010 года произошла, согласно заключению расследовавшей инцидент комиссии, в результате торпедирования его северокорейской подводной лодкой.
В настоящее время подводные лодки находятся на вооружении 33 стран.
В конце XX века в состав флотов стран НАТО входило 217 подводных лодок (в том числе ПЛАРБ — 23, ПЛА — 101). В России прогнозируется иметь в строю 90—100 единиц подводных лодок.
Ведущая роль подводных лодок как элемента военного потенциала и инструмента политики в XXI веке не только не уменьшится, а напротив, будет возрастать. Для ряда стран наличие эффективных подводных сил позволяет обеспечить не только региональное лидерство, но и определённую защиту от великих держав с мощным военно-морским потенциалом путём создания угрозы слишком больших потенциальных потерь.
Архитектура и внешний вид ПЛ к началу XXI века были значительно усовершенствованы. Но их конструкция не останется неизменной. На формирование конструкции и внешнего облика подводного корабля несомненно будут оказывать влияние следующие факторы:
- использование новых видов покрытий;
- использование покровных гидроакустических антенн, интегрированных антенных систем связи;
- отказ от выдвижных устройств, проникающих внутрь прочного корпуса;
- контроль шумов обтекания и управление пограничным слоем корабля и его гидродинамическим полем;
- использование современных энергетических установок[22].

## Назначение

### Военное применение

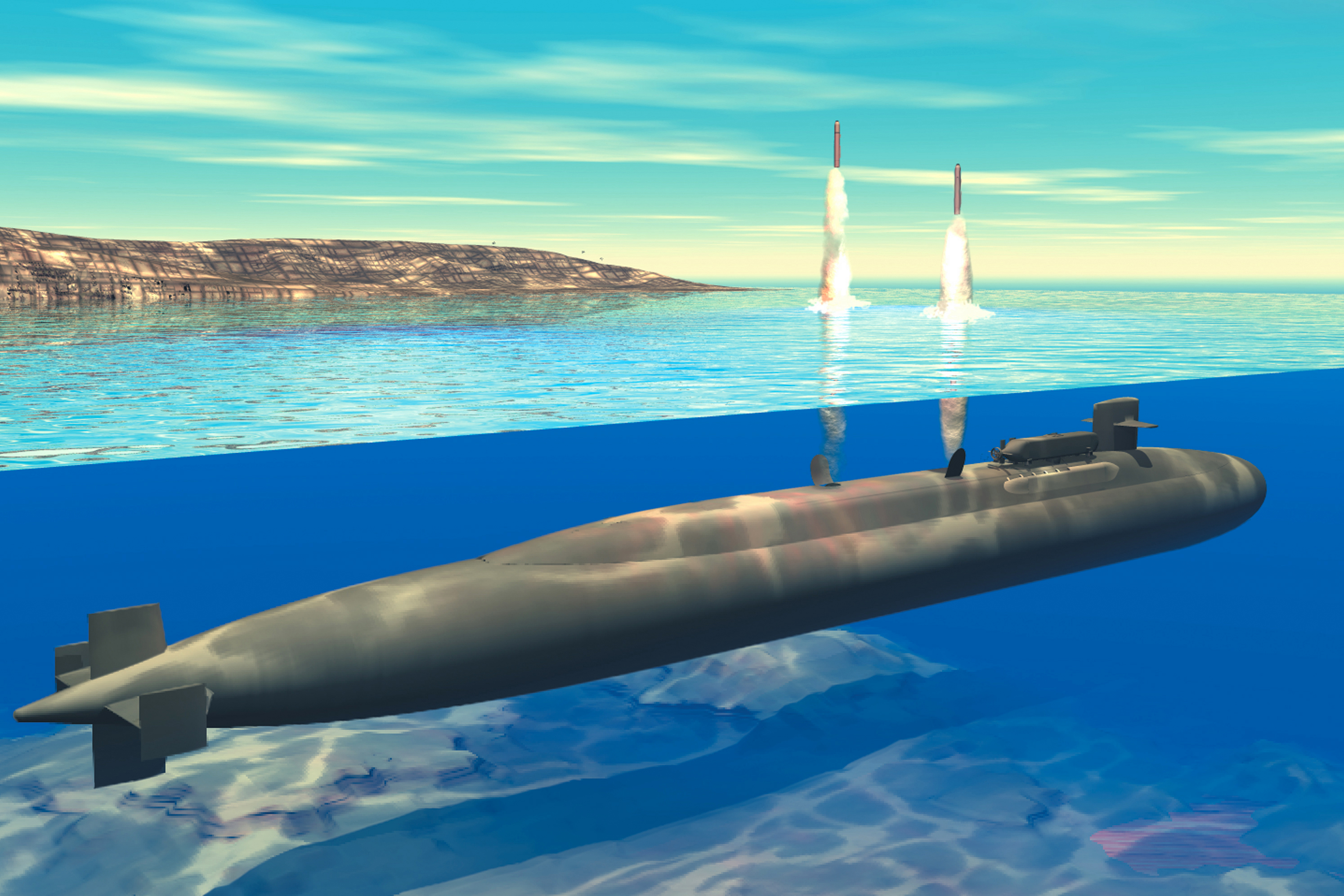
Подводная лодка типа «Огайо» запускает ракеты «Трайдент». 3D-рендер

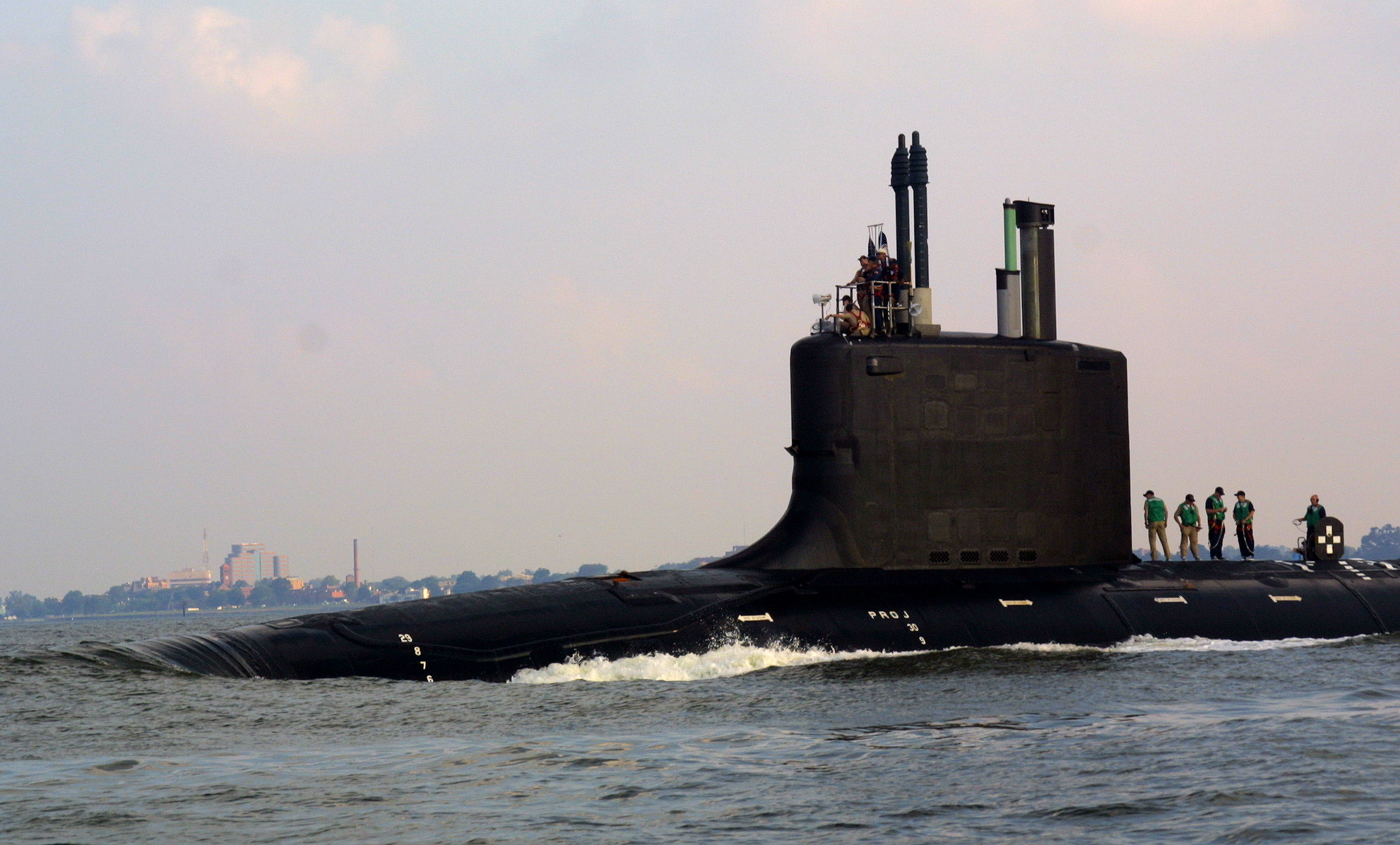
SSN-774 Вирджиния, американская атомная подлодка типа «Вирджиния»

В зависимости от класса и оснащения подводные лодки могут быть предназначены:
- для поражения важных военно-промышленных и административных центров, военно-морских баз, портов и других наземных объектов
- для уничтожения подводных и надводных кораблей и судов противника
- для скрытной постановки минных заграждений
- для ведения разведки, как непосредственной, так и в системе дальнего радиолокационного обнаружения
- для использования в качестве корабля связи, осуществления ретрансляции сообщений, что теоретически позволяет поддерживать связь штаба с кораблями, находящимися в любой точке мирового океана
- для высадки диверсионно-разведывательных групп и выполнения других боевых и специальных вспомогательных задач (см. десантная подлодка)

Подводные лодки способны выполнять боевые задачи одиночно, группами, завесами, в составе группировок подводных лодок и разнородных сил, самостоятельно и во взаимодействии с другими видами вооружённых сил. Первая известная успешная атака произошла в 1864 году во время гражданской войны в США. До 1906 года подводные лодки в русском флоте не выделялись как самостоятельный вид кораблей и числились миноносцами. Их команды набирались на добровольной основе из офицеров и матросов надводных кораблей. В годы Второй мировой войны Япония впервые ввела в боевой строй подводные авианосцы.
Распространенность военных подводных лодок в мире постоянно растет. В 1960 г. действующие ПЛ входили в состав ВМС 29 государств, в 1980 г. — 42, в 2000 г. — 46. На сегодняшний день атомные подводные лодки, находящиеся в постоянной готовности, способны выйти в назначенный район спустя несколько часов после приказа, а через несколько суток в море будет находиться более 70 % всего состава АПЛ.
Около 75 % суши находится в пределах досягаемости крылатых ракет морского базирования (например Tomahawk (США), «Калибр» (Россия)).

### Мирное применение

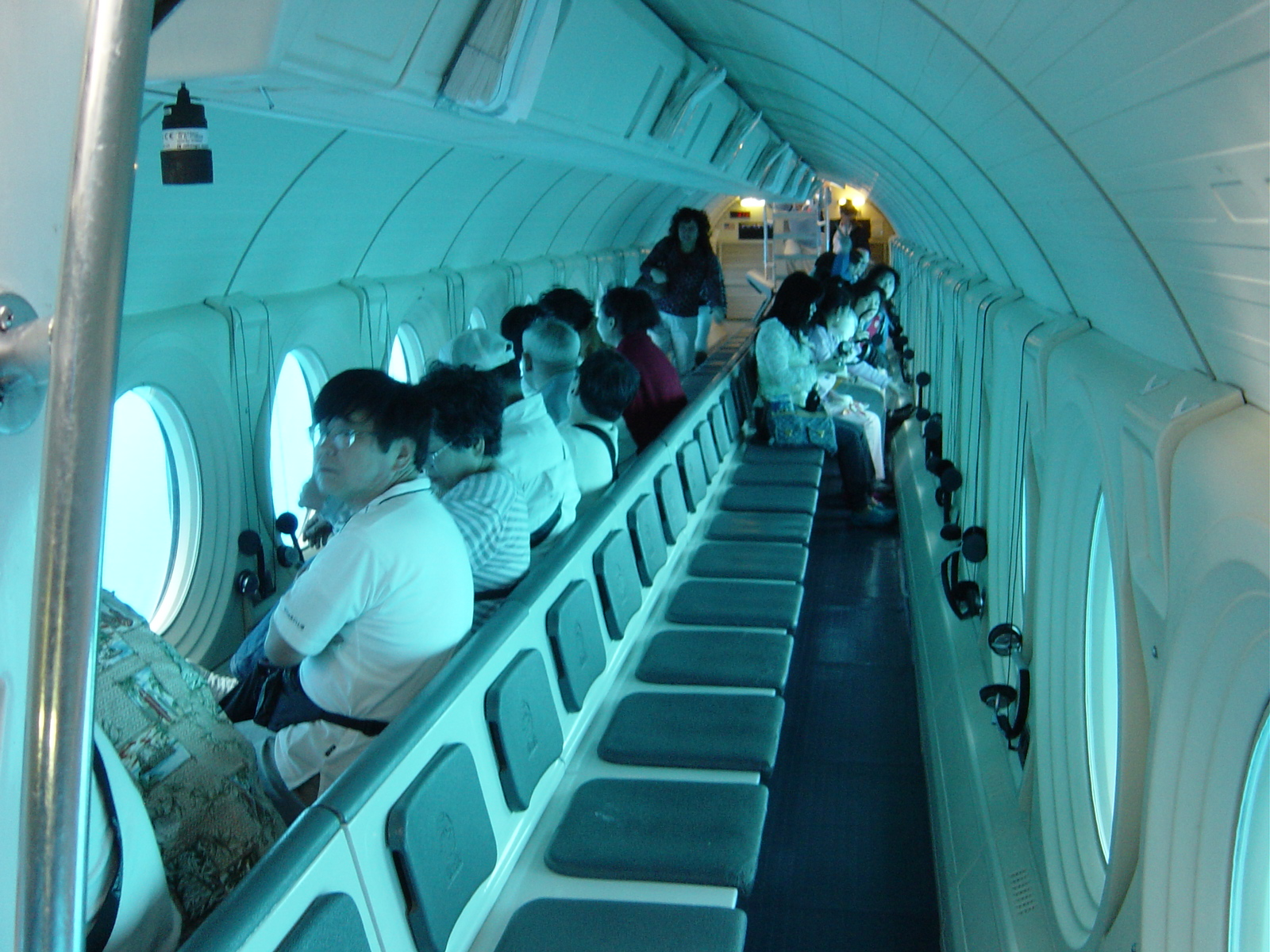
Наблюдение за природой из подлодки

Мирное применение подводных лодок имеет место в виде научно-исследовательских, транспортных, почтовых и туристических судов. В гражданских целях могут использоваться как специально построенные для этого суда, так и подлодки военного назначения.

#### Исследовательские подводные лодки
Подводные лодки достаточно широко используются в научно-исследовательских целях. В экспериментах, связанных с изучением геомагнитного поля Земли, подводные лодки в погружённом положении использовались как стабильно ориентированные платформы для оборудования.
15 июля 1914 года в Германии была спущена на воду первая исследовательская подводная лодка «Лолиго». Планировалось, что её перегонят на зоологическую станцию в Ровинь. Идея построить подводную лодку специально для исследовательских целей принадлежит немецкому зоологу и меценату доктору Шоттлендеру. Проект был разработан фирмой Уайтхеда, в г. Фиуме, ныне Риека. Но начавшаяся в августе 1914 года Первая мировая война перечеркнула все планы по использованию подлодки в исследовательских целях.
Следующей исследовательской подводной лодкой была американская «Наутилус». Спущена на воду в 1917 году, но только в 1931 году переоборудована в исследовательскую подлодку. В торпедном отсеке была оборудована шлюзовая камера для выхода водолазов и работы с океанологической лебёдкой. В других отсеках установлено дополнительное исследовательское и навигационное оборудование, в том числе эхолот и гирокомпас.
Специально созданные исследовательские подлодки использовались как базы для подводных биологических исследований (например, советские подлодки «Северянка», «Славянка», «Бентос-300» и «ОСА-3 600»). Особые опытные подлодки служат для разработки новых систем и принципов подводного судостроения, поставляют экспериментальные материалы для фундаментальных исследований. Существуют проекты спасательных подводных лодок для проведения подводных спасательных работ в море.
В 2009 году исследовательский подводный аппарат RU-27 совершил трансатлантический переход.

#### Транспортные подлодки
Транспортные подлодки, как класс, существовали уже в начале XX века и принимали участие как в Первой, так и во Второй мировых войнах (немецкие ПЛ типа «Deutschland» 1915 года, японские транспортные подлодки).
Во второй половине XX века также разрабатывались проекты по использованию подлодок в качестве транспорта для снабжения труднодоступных для обычных судов районов. В частности, в России на базе проекта 941 «Акула» планировалось создать надводно-подводный транспорт для круглогодичного морского сообщения с Норильском арктическими маршрутами. ЦКБМТ «Рубин» разработало техническое предложение, однако дальнейшие работы были остановлены.

#### Почтовые подлодки

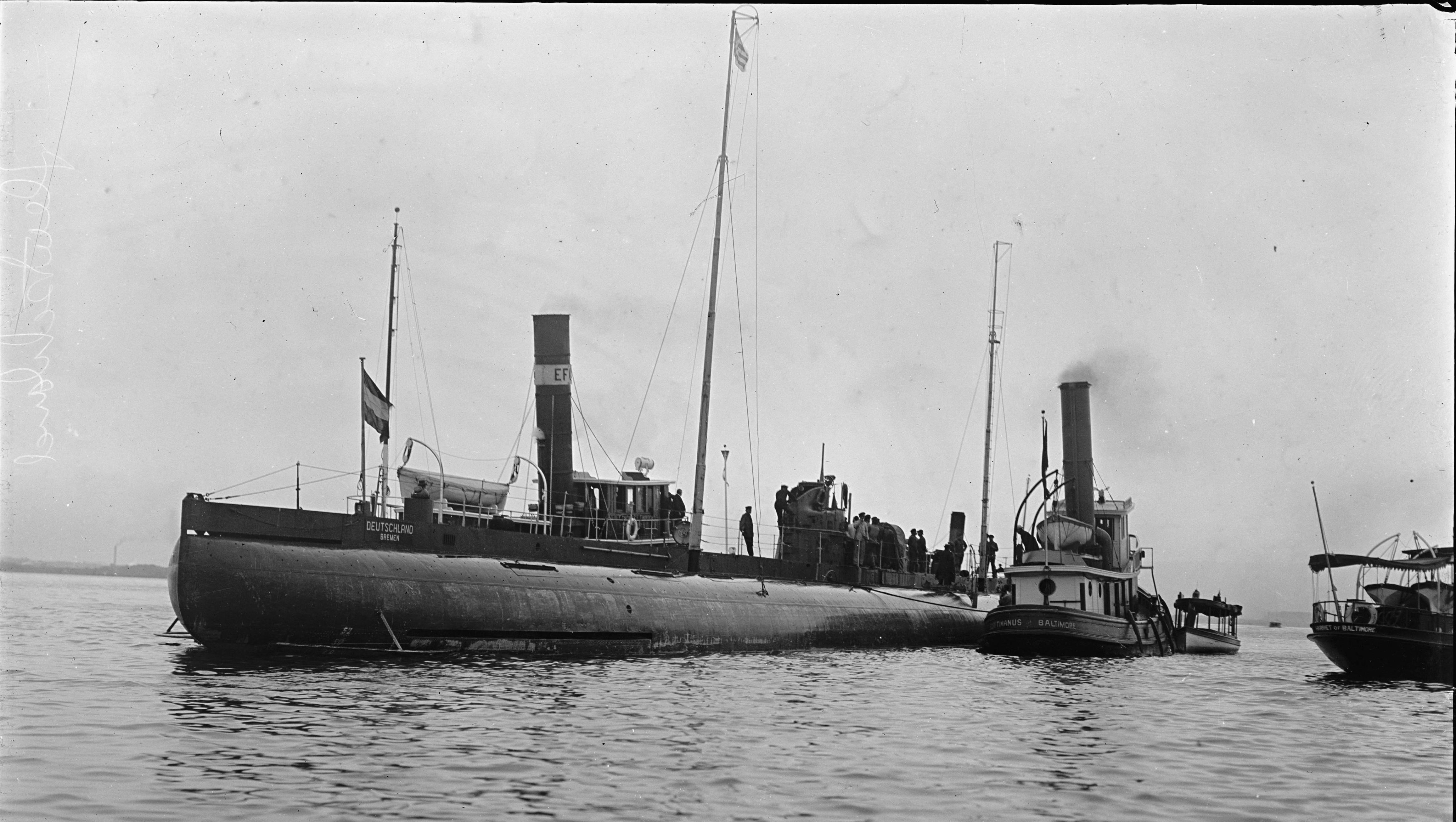
«Дойчланд». Подводный почтальон

Во время Первой мировой войны между Германией и США существовала подводная почта, которая, несмотря на медлительность и дороговизну, достигла своей цели: почтовые подводные лодки сумели прорвать британскую блокаду. После нескольких рейсов почтовое сообщение было прекращено и лодки использовались в качестве подводных крейсеров.
7 июня 1995 года российская подводная лодка К-44 «Рязань» открыла новую страницу в подводной почте, — запущенная ракета-носитель «Волна» за 20 минут доставила спускаемый модуль с научной аппаратурой и почтой из акватории Баренцева моря на Камчатку. Этот факт вошёл в Книгу рекордов Гиннесса как самая быстрая почтовая доставка в мире. Ракетные подводные лодки также используются для запуска искусственных спутников земли на низкие орбиты в рамках коммерческих и исследовательских программ.

#### Туристические и частные подлодки
Первой туристической подводной лодкой в мире стал «Огюст Пикар», спущенный на воду в 1964 году и эксплуатировавшийся на Женевском озере около года.
В последние десятилетия получили распространение туристические подводные лодки, вмещающие 24—64 человека, которые могут осматривать подводный мир на глубинах до 100 м через большие акриловые иллюминаторы по бортам и большие панорамные окна в оконечностях лодки. Обычно они базируются на крупных морских курортах и далеко от берегов не отходят.
Весной 1988 года была принята в эксплуатацию подлодка «Золотой таймень» (фин. Kultainen Taimen). Подлодка построена в Финляндии на верфи Wärtsilä в Турку, имеет 46 мест для пассажиров и два для экипажа, 16,5 м в длину, 3,5 м в ширину и высоту, массу 89 тонн, скорость 2 узла, глубина погружения 100 м. Корпус из стали толщиной 26 мм, иллюминаторы из акрила 120 мм. Ранее такая же подлодка была изготовлена для США. В 1989 году была построена третья лодка — «Золотой лосось» (фин. Kultainen Lohi). Подлодки используются в Швеции, Испании, Египте. После кризиса 1990-х годов корабелы вернулись к их строительству, и к 2003 году было построено около 30 подводных лодок для подводного сафари. В Финляндии построено к 2003 году 14 подлодок, из них 12 работают. 
В России данное направление представлено двумя образцами, спроектированными ЦКБ МТ «Рубин»:
- Экскурсионный подводный аппарат «Нептун» проекта 19730 «Ихтиандр», построенный в Северодвинске на Северном машиностроительном предприятии в конце 1990 года. Начал эксплуатироваться по назначению с 1992 года на острове Антигуа в Карибском море. Из-за серьёзных конструктивных недостатков и высокой стоимости обслуживания в 1996 году возвращён в Северодвинск и поставлен на отстой.
- Экскурсионный подводный аппарат «Садко», построенный на Петрозаводе в Санкт-Петербурге по заказу АО «БАРС» в 1997 году. Новое судно было спроектировано с учётом опыта создания и эксплуатации «Нептуна» и эксплуатировалась до 2001 года на острове Санта-Люсия, затем до 2011 года — на Кипре[33][34].

### Преступное применение

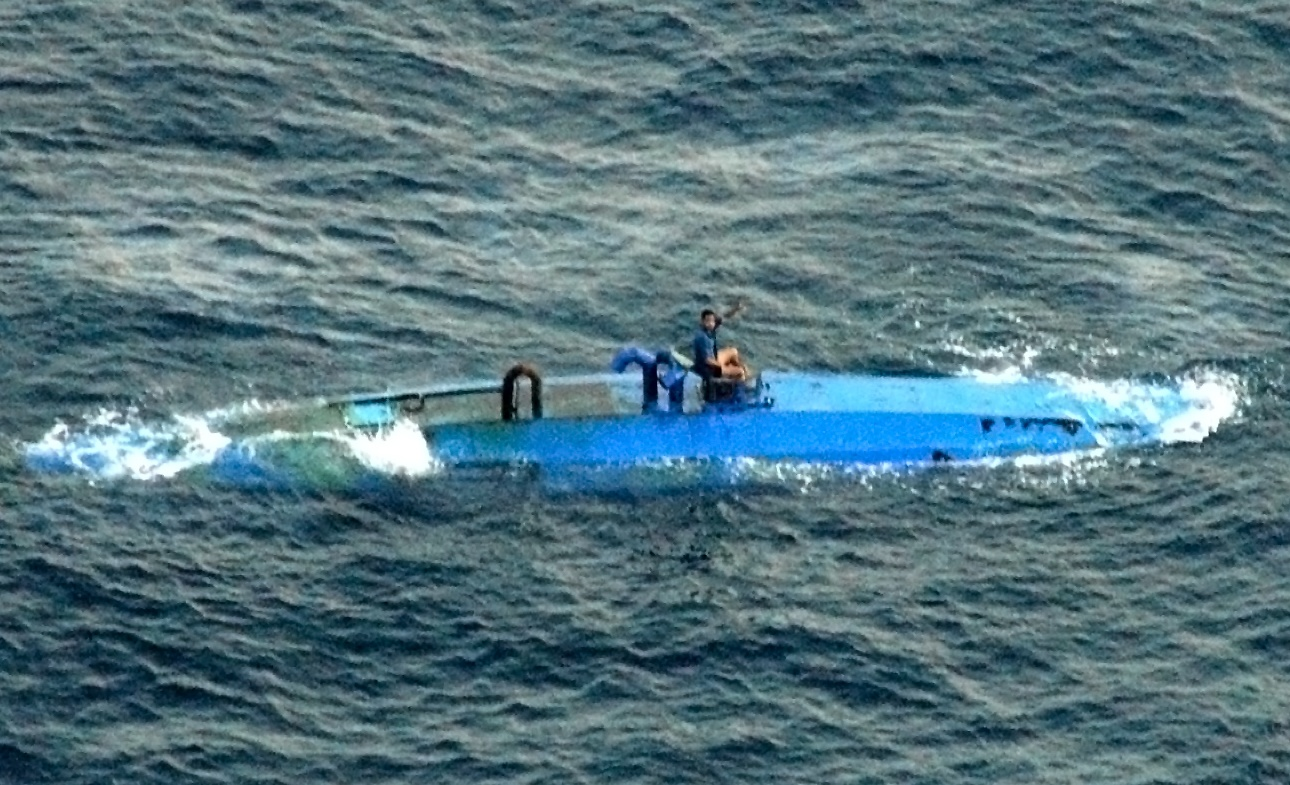
Подлодка из стеклопластика, используемая для перевозки наркотиков

Такая особенность подводных лодок как незаметность находит своё применение и в преступном мире. Неоднократно были зафиксированы случаи использования подводных лодок для доставки наркотиков из стран Латинской Америки (в первую очередь Колумбии) в США и Канаду.
Первое упоминание о таком варианте наркотрафика относится к середине 1990-х годов, когда в ходе расследования в США был задержан некий Людвиг Файнберг, который признал, что по заказу одного из крупнейших наркобаронов в мире Пабло Эскобара пытался приобрести в России сверхмалую подводную лодку проекта 865. Тогда сделка сорвалась.
С тех пор полиция Колумбии неоднократно находила подводные лодки в стадии строительства. Крупнейшая из подобных находок представляла собой 30-метровую подводную лодку, способную взять на борт 150—200 тонн кокаина. Однако большей популярностью пользуются минисубмарины, вмещающие 4—12 тонн наркотиков. По заявлению специалиста по борьбе с наркотрафиком в США адмирала Джозефа Ниммича, имеется информация о наличии у наркомафии полностью радиоуправляемых подводных лодок. По сведениям из различных источников, в конструировании подобных лодок активное участие принимают иностранные специалисты из технически развитых стран (Италии, Швеции, России, Нидерландов и других).
Размах строительства подводных лодок в Колумбии стал настолько велик, что уже появились сведения о возможном импорте подлодок в Европу для местных наркодельцов.
ВМС США, Мексики, Колумбии и других стран регулярно проводят операции по задержанию подобных подводных лодок с грузом наркотиков.

## Классификация
Подводные лодки классифицируются:

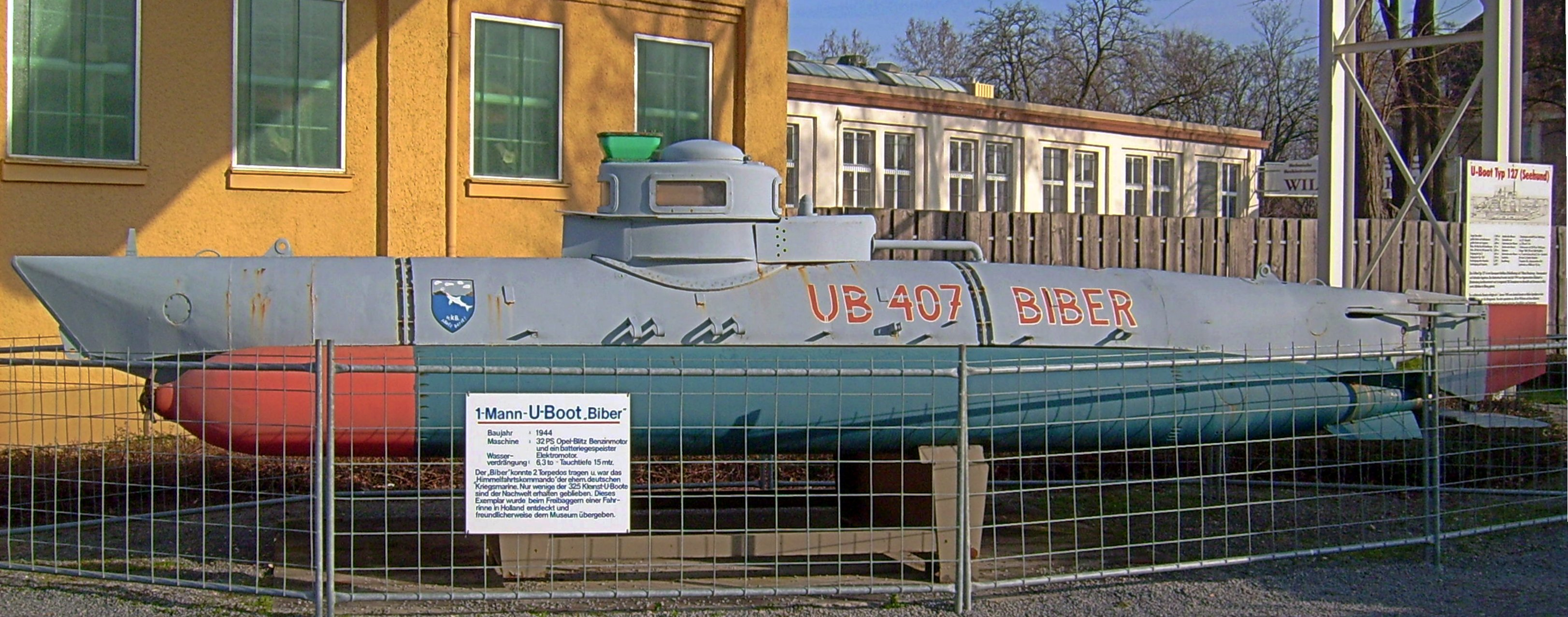
«Biber», сверхмалая подводная лодка

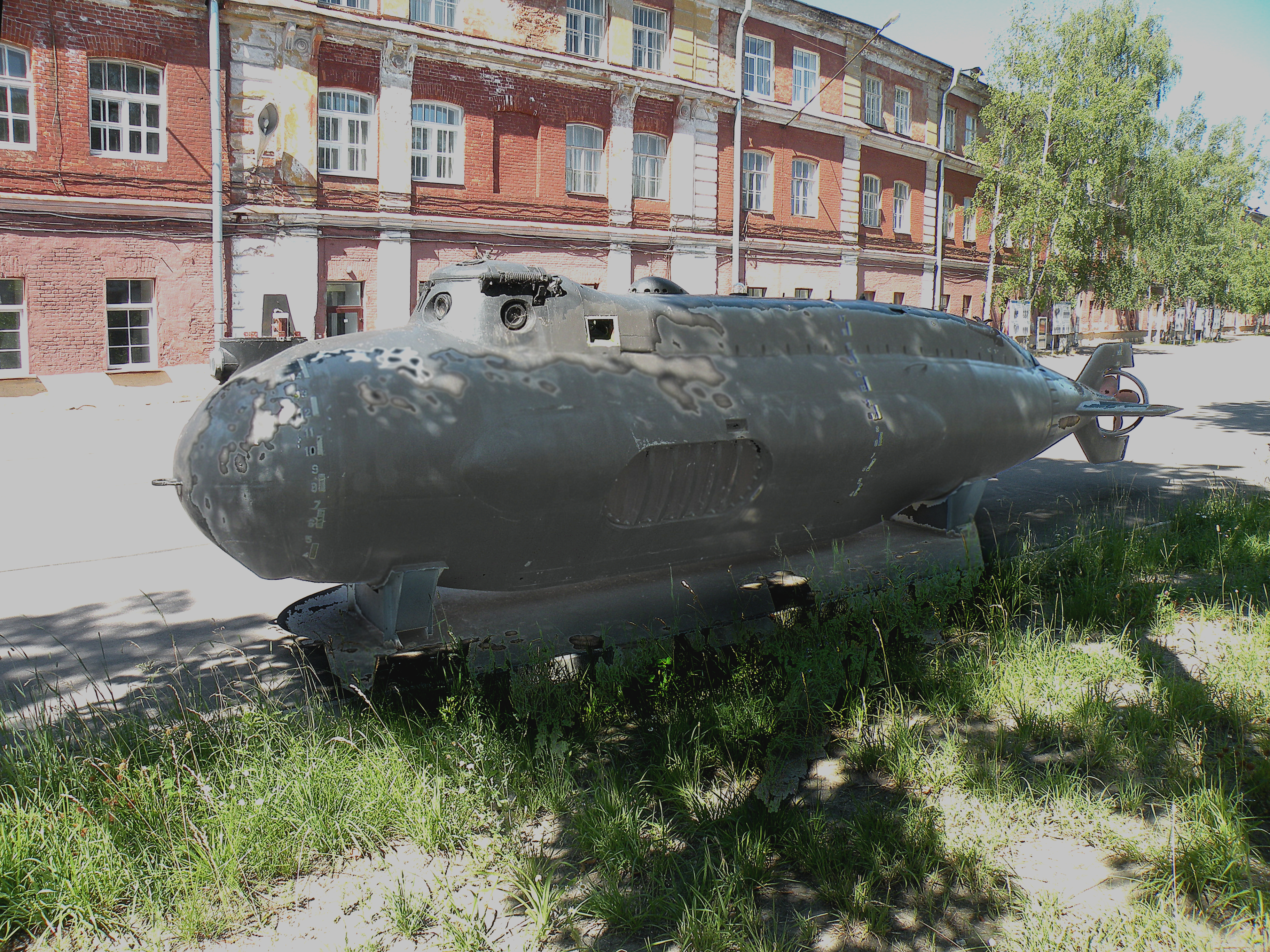
Кронштадт. Сверхмалая подводная лодка «Тритон-2»

- по типу основной энергетической установки: атомные, неатомные (ДПЛ — дизель-электрические подводные лодки, парогазовые ПЛ, ПЛ на топливных элементах и др.);
- по водоизмещению: подводные крейсеры, крейсерские, большие, средние, малые, сверхмалые;
- по предназначению: стратегические (СН), многоцелевые (М), специального назначения, десантные;
- по основному вооружению: баллистические ракеты (РБ), крылатые ракеты (РК), торпеды (Т), ракетно-торпедные (ТРК).

Стоящие на вооружении в настоящее время подводные лодки классифицируются следующим образом:
- Атомные подводные лодки с баллистическими ракетами (ПЛАРБ), другое обозначение: атомный ракетный подводный крейсер стратегического назначения (РПКСН).
- Атомные подводные лодки с крылатыми ракетами (ПЛАРК).
- Многоцелевые атомные подводные лодки с торпедным и торпедо-ракетным вооружением (ПЛА).
- Дизель-электрические подводные лодки с торпедным или торпедо-ракетным вооружением (ДПЛ).

Новые экспериментальные типы:
- Летающая подводная лодка.
- Подводный самолёт (нелетающая подводная лодка с подводными крыльями)[42].
- Необитаемое подводное речное судно.

## Конструкция

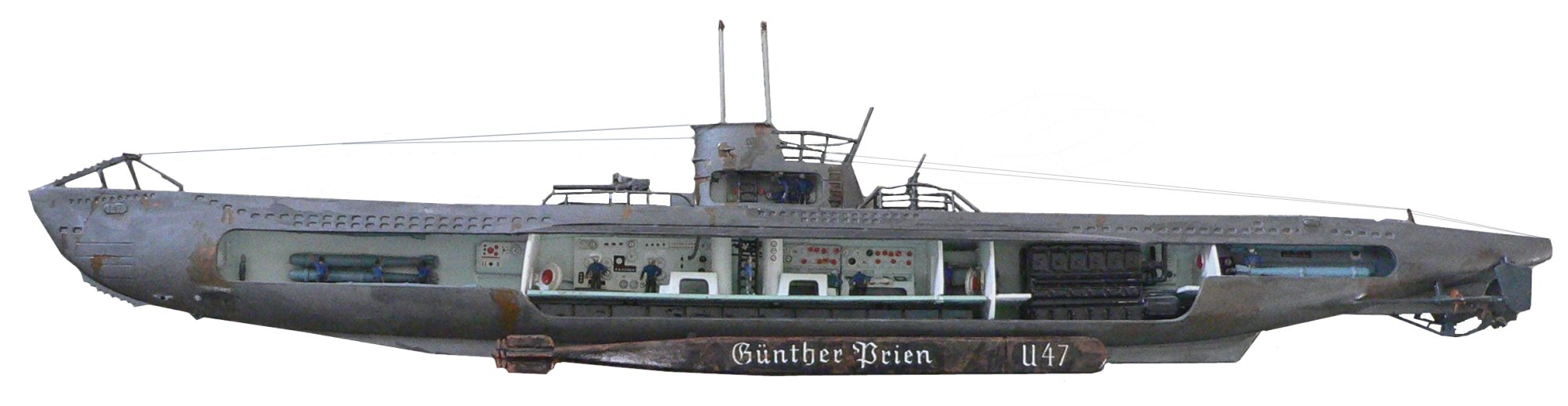
Модель дизельной подлодки Второй мировой войны U-47 типа VIIB

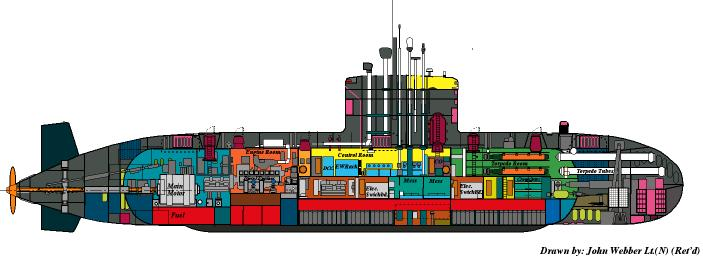
Схема подводной лодки типа Апхолдер

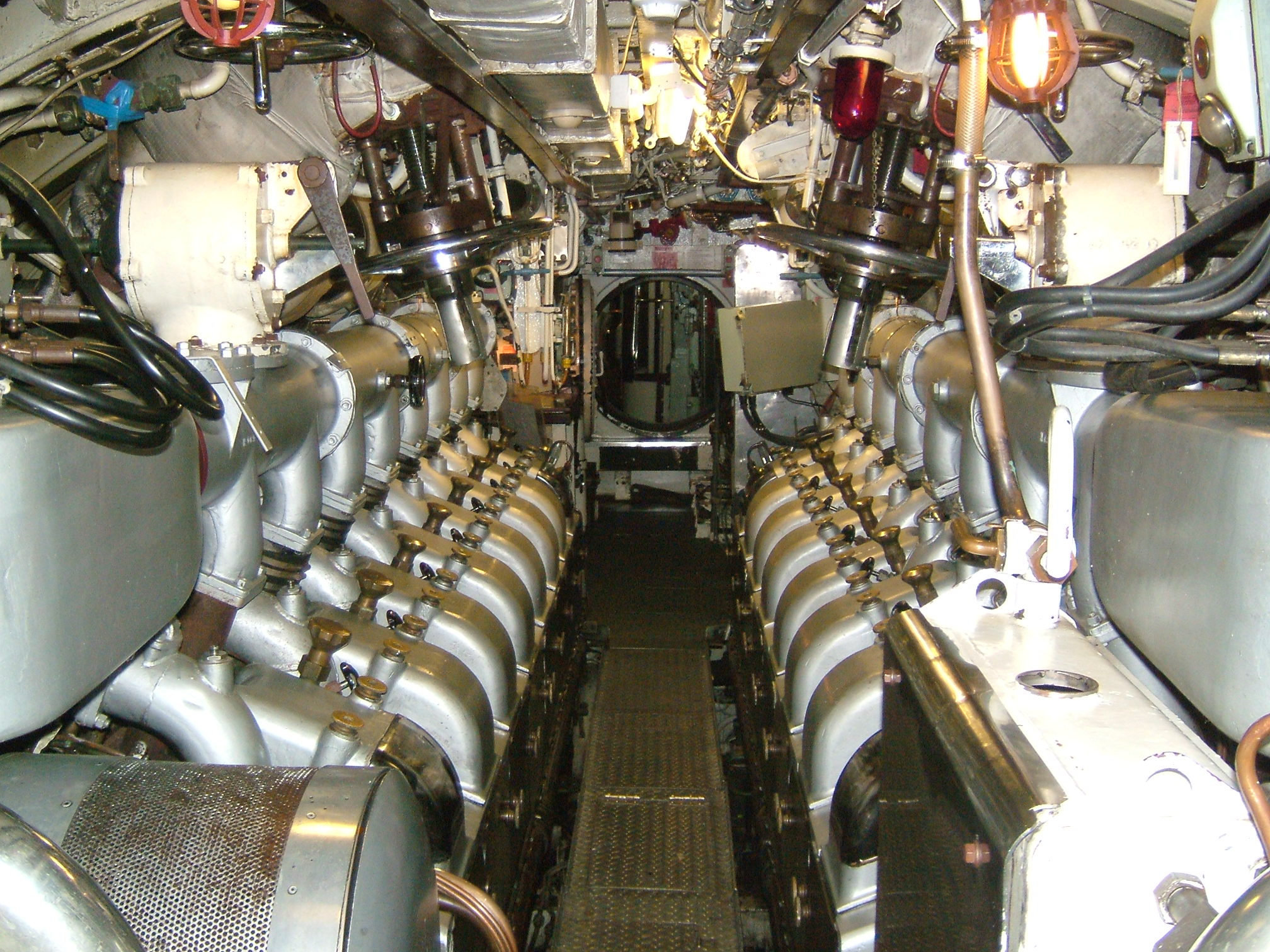
Отсек подводной лодки с дизелями

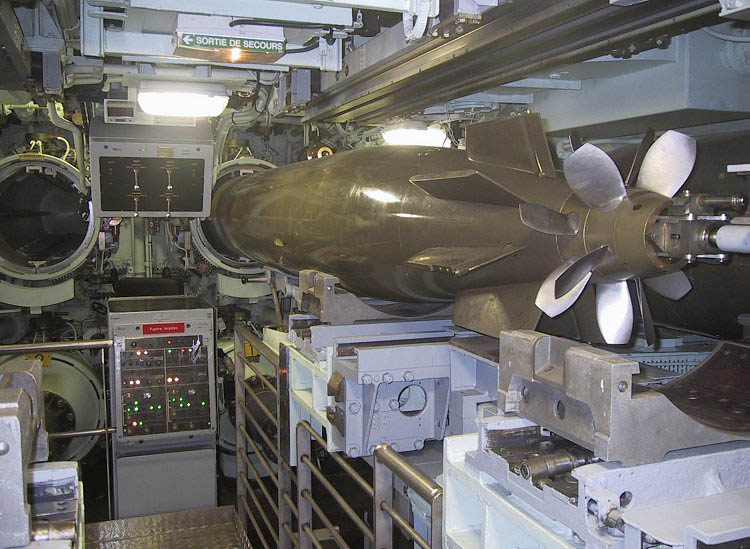
Торпедный отсек французской атомной подводной лодки Редутабль

Схематический разрез двухкорпусной подлодки:
1 — прочный корпус,
2 — лёгкий корпус (и цистерны главного балласта),
3 — прочная рубка,
4 — ограждение рубки,
5 — надстройка,
6 — верхний стрингер лёгкого корпуса,
7 — пластинчатый киль

Современные подводные лодки (строительство которых началось с конца 1920-х годов) имеют 2 корпуса: водопроницаемый лёгкий корпус, функция которого заключается в придании кораблю гидродинамически совершённых обводов, и водонепроницаемый прочный корпус, способный выдержать давление воды на больших глубинах погружения. Внутри прочный корпус разделён на отсеки переборками, что повышает живучесть корабля в случае пробоины или пожара. Типичный материал прочного корпуса — легированная сталь с высоким пределом текучести. Встречались и титановые корпуса, например подводные лодки проекта 705(К) «Лира» («Альфа» по классификации НАТО). Они привлекательны из-за большей прочности титана, его меньшей плотности и немагнитности, что затрудняет обнаружение ПЛ магнитометрами противолодочных кораблей и самолётов. К тому же титановые соединения стойки к коррозии — корпус хорошо стоит в морской воде даже без покраски. Но сварка титановых листов представляет проблемы — титан становится хрупким, растрескивается параллельно шву. Борьба с этим явлением (сварка в инертных газах) удорожает и замедляет постройку. Даже несмотря на то, что рекорды скорости и глубины погружения принадлежат титановым подлодкам, в СССР титан как материал корпуса был вытеснен высокопрочной сталью (смотри Подводные лодки проекта 945 «Барракуда» и Подводные лодки проекта 971 «Щука-Б»). На Западе титановых лодок не строили вообще. Перспективным материалом считаются композиты, но технология изготовления больших корпусов ещё не отработана, а сам материал дорог, что сдерживает его внедрение, лишь на небольших лодках прочные корпуса выполняются из композитов.
Погружение осуществляется путём изменения плавучести и дифферента посредством заполнения нескольких цистерн главного балласта (ЦГБ; цистерны на подводной лодке в начале XX века называли систернами), а всплытие — вытеснением воды из балластных цистерн сжатым воздухом или другим газом. На подводной лодке имеется множество различных цистерн, предназначенных для управления дифферентом, для хранения топлива, питьевой воды, балласта и так далее. Для продувки балластных цистерн на ПЛ имеется система воздуха высокого давления (ВВД) давлением 200—400 кг/см2, однако на некоторых лодках имеется система аварийного продувания балласта газами пороховых шашек — например, на ПЛ проекта 685 «Плавник», куда входит и погибшая лодка К-278 «Комсомолец».
Изменение глубины производится с помощью горизонтальных рулей (гидропланов). Отдельно выделяют класс батипланов — подводных аппаратов, погружающихся только за счёт действия гидродинамических сил. Для движения подводных лодок в надводном положении применяются ядерные или дизельные энергетические установки; в подводном положении — ядерные установки, электрические аккумуляторы, на малых глубинах — дизельные установки, имеющие соответствующие выдвижные воздухозаборные устройства (шноркель или РДП). Для подзарядки аккумуляторов дизель-электрические подводные лодки используют дизельные двигатели как дизель-генераторы, а некоторые современные лодки — ещё и электрохимические генераторы. Атомные подводные лодки заряжают аккумуляторы от турбогенераторов либо от дизель-генераторов. В эпоху, предшествующую открытиям в области ядерных реакторов, для подводных лодок было разработано несколько проектов альтернативных подводных двигателей (например, газотурбинный двигатель Вальтера, который обеспечивал как надводный, так и подводный ход подводной лодки). В настоящее время интерес к воздухонезависимым энергоустановкам для неатомных подводных лодок снова возрос, перспективным считается использование двигателей Стирлинга.
Обычным движителем являются гребные винты, но на некоторых подводных лодках устанавливают водомётные движители, которые двигают судно по принципу реактивной струи.

### Подводные лодки с двигателем Стирлинга
Подлодки типа «Готланд» стали первыми серийными лодками с двигателями Стирлинга, которые позволяют им находиться под водой непрерывно до 20 суток. В настоящее время все подводные лодки ВМС Швеции оснащены двигателями Стирлинга, а шведские кораблестроители уже хорошо отработали технологию оснащения этими двигателями подводных лодок путём врезания дополнительного отсека, в котором и размещается новая двигательная установка. Двигатели работают на жидком кислороде, который используется в дальнейшем для дыхания, имеют очень низкий уровень шума, а такие недостатки, как размеры и необходимость постоянного охлаждения — незначительны.
Подобные двигатели установлены также в новейших японских подводных лодках типа «Сорю».
В настоящее время[когда?] двигатель Стирлинга рассматривается как многообещающий единый всережимный двигатель НАПЛ 5-го поколения.

### Водородные подводные лодки

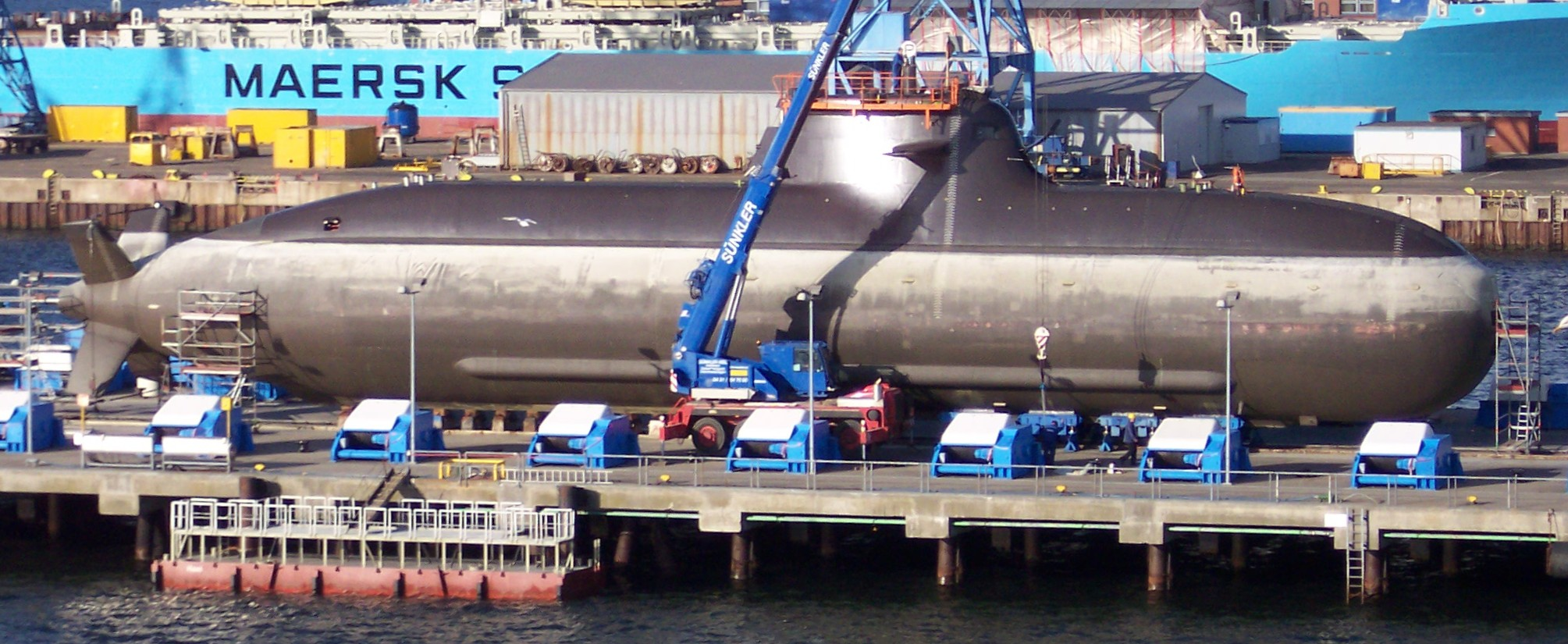
Подводная лодка типа U212 с силовой установкой на водородных топливных элементах

В Германии производятся подводные лодки типа U-212 с топливными элементами производства Siemens AG. U-212 стоят на вооружении Германии, поступили заказы из Греции, Италии, Кореи, Израиля. Под водой лодка работает на водороде и практически не производит шумов.
В США поставки SOFC топливных элементов для подводных лодок начались в 2006 году. Компания FuelCell Energy разрабатывает 625 кВт топливные элементы для военных кораблей.
Японская подводная лодка Urashima с топливными элементами PEMFC производства Mitsubishi Heavy Industries была испытана в августе 2003 года.

## Вооружение

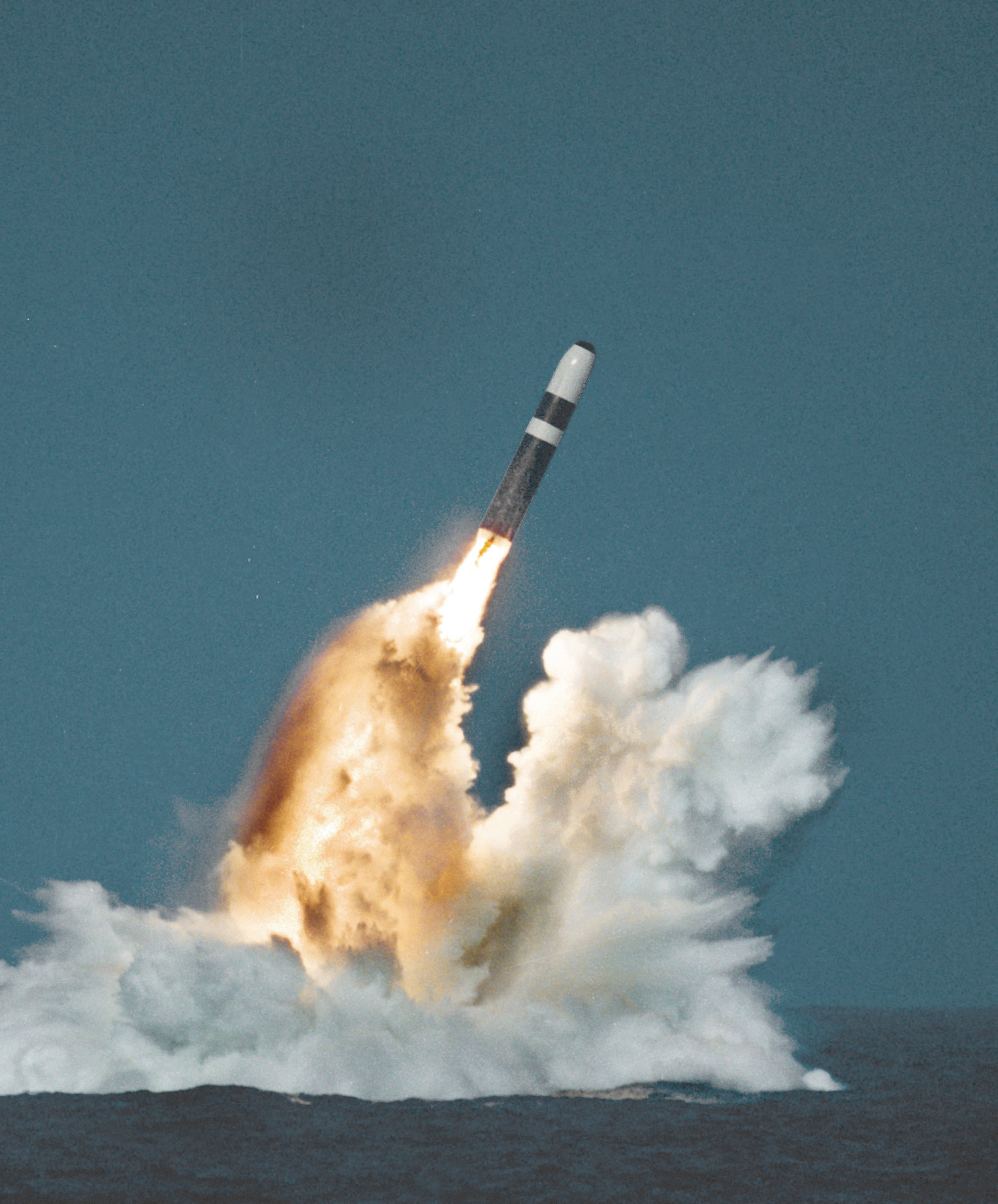
Запуск ракеты Трайдент с подлодки

В годы Первой мировой войны немецкие подлодки были вооружены минами, торпедами и артиллерийскими орудиями и занимались в основном уничтожением торговых кораблей Антанты для подрыва вражеской экономики.
Оружие подводных лодок предназначено для выполнения следующих целей:
- разрушение важных объектов на территории противника,
- уничтожение боевых надводных кораблей,
- уничтожение торговых и транспортных судов.

На подводных лодках для выполнения свойственных им задач устанавливаются и используются следующие виды вооружения:
- минное,
- торпедное,
- ракетное,
- радиоэлектронное.

Для защиты в надводном положении снабжаются переносными зенитно-ракетными комплексами.
До развития реактивной авиации перспективным вооружением считались складные гидросамолёты, базирующиеся на подводных авианосцах.

### Музеи и памятники подводным лодкам

Рубка подлодки «Курск». Памятник морякам, погибшим в мирное время

Значительное количество подводных лодок сохраняются в качестве кораблей-музеев или музейных экспонатов. Также, существует большое количество памятников подводным лодкам или подводникам, при этом многие памятники установлены как знак гибели лодки вместе с экипажем, что делает их по смыслу близкими к надгробиям или кенотафам.

## В произведениях искусства

### Кинематограф
- м/ф «Жёлтая подводная лодка» (1968, Великобритания/США)

Художественные фильмы
- «Четвёртый перископ» (1939, СССР)
- «Подводная лодка Т-9» (1943, СССР)
- «Срочное погружение» («Crash Dive»), 1943, США)
- «Тайна двух океанов» (1956, СССР)
- «Идти тихо, идти глубоко» (1958, США)
- «Тайна острова Бэк-Кап» (1958, Чехословакия)
- «Ночь над Готенхафеном» (1959, Западная Германия)
- «Орёл» (Orzeł) (1959, Польша)
- «На берегу» (1959, США)
- «Операция «Нижняя юбка» (комедия, 1959 США)
- »Русские идут! Русские идут!" (1966, США)
- «Полярная станция „Зебра“» (1968, США)
- «Командир счастливой «Щуки»» (1972, СССР)
- «Das Boot (Подводная лодка)» (1981, Германия)
- «Третье измерение (фильм)» (1981, СССР)
- «Случай в квадрате 36-80» (1982, СССР)
- «Слушать в отсеках» (1985, СССР)
- «Секретный фарватер» (1986, СССР)
- «Крик дельфина» (1986, СССР)
- «О возвращении забыть» (1985, СССР)
- «Охота за „Красным октябрём“» (1990, США)
- «Последняя подводная лодка» («Das letzte U-Boot») (1993, Германия)
- «Багровый прилив» (1995, США)
- «Убрать перископ» (комедия, 1996, США)
- «Срочное погружение» («Crash Dive») (1997, США)
- «Враждебные воды» (1997, Великобритания/США)
- «Hunley» (1999, США)
- «Срочное погружение-2. Ответные меры» («Counter Measures») (1999, США)
- «Субмарина „Призрак“» (1999, Республика Корея)
- телефильм «На последнем берегу» (2000, США)
- «U-571» (2000, США)
- «Срочное погружение»/«Подводная тюрьма» («Submerged») (2001, США)
- «Опасность из глубины» (2001, США)
- «Глубина» (триллер, 2002, США)
- «К-19» (2002, США)
- «Подводники» («Submarines») (2003, США)
- «U-429: Подводная тюрьма» (2004, США)
- «72 метра» (2004, Россия)
- телесериал «Конвой PQ-17» (2004, Россия)
- «Первый после Бога» (2005, Россия)
- телесериал «На всех широтах» (2009, Россия)
- телесериал «Робинзон» (2010, Россия)
- телесериал «Горюнов» (2013, Россия)
- «Чёрное море» (2014, совместное производство Великобритании, России и США)
- «КУРСК» (2018 Франция, Бельгия, Люксембург)

Также существует множество экранизаций романов Жюля Верна.

### Музыка
- Песня и одноимённый альбом The Beatles «Yellow Submarine»
- Владимир Высоцкий «Спасите наши души»
- Песня «Усталая подлодка» (музыка Александры Пахмутовой и Николая Добронравова, слова Сергея Гребенникова)
- Песня группы ДДТ «Капитан Колесников»
- Немецкий техно-проект U96 — начавший карьеру с записи кавер-версии заглавной музыкальной темы фильма «Подводная лодка», написанной Клаусом Дольдингером
- Гарик Сукачёв «Памяти КУРСКА»
- Песня группы Sabaton «Wolfpack» о разгроме силами кригсмарине конвоя ONS-92 в годы Второй мировой войны.
- 7Б — «Субмарина»
- Александр Городницкий, «Песня американских подводников».

### Компьютерные игры
- В тылу врага 2: Братья по оружию — Операция «Летучий Голландец»
- см. Симулятор подводных лодок
- World Of Warships начиная с 2020 года
- Barotrauma
- В Grand Theft Auto Online после добавления дополнения Cayo-Perico Heist можно купить подводную лодку и управлять ей с капитанского мостика.
- Серия стратегий Harpoon и Command: Modern Operations